# Relazioni militari tra Israele e Stati Uniti d'America

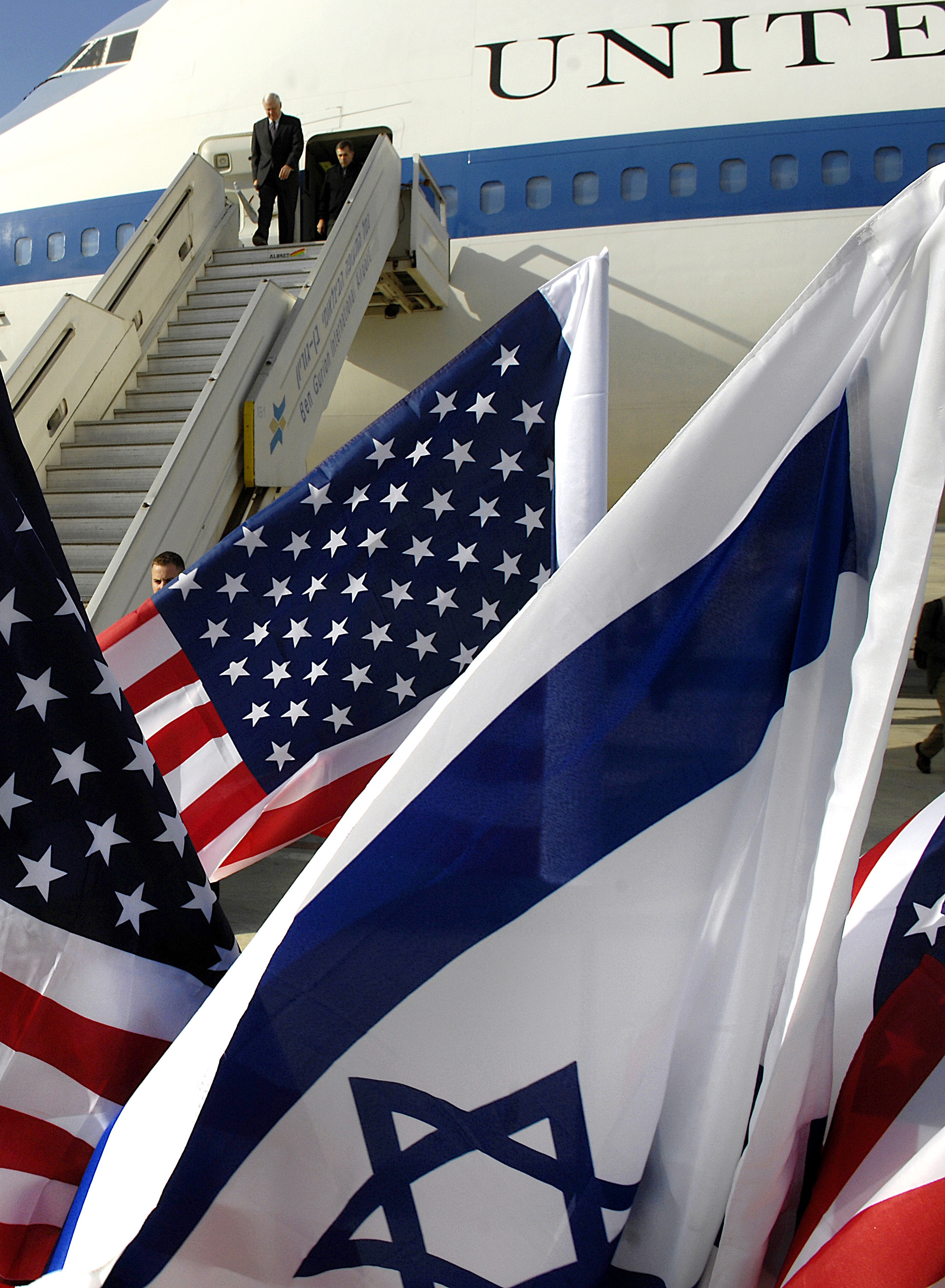
La bandiera degli Stati Uniti d'America e la bandiera di Israele sventolano mentre il Segretario della Difesa Robert Gates giunge a Tel Aviv il 18 aprile del 2007.

Le relazioni militari tra Israele e Stati Uniti d'America si sono mantenute costantemente vicine e in una situazione di reciproca assistenza, venendo a riflettere una sostenuta condivisione inerente agli interessi di sicurezza sia nazionale che internazionale in tutta la regione del Medio Oriente.
Essendo uno dei più importanti acquirenti nonché utilizzatore di attrezzature militari statunitensi, Israele è anche coinvolto nello sviluppo congiunto di nuova tecnologia militare e la propria forza armata svolge con regolarità esercitazioni che coinvolgono Stati Uniti e le altre nazioni occidentali .
La relazione si è gradualmente approfondita nel tempo, sebbene, come dice il professor Alan Dowty: "non è solamente un semplice processo lineare di cooperazione crescente, ma piuttosto una serie di situazioni di contrattazione tendenziosa con le diverse componenti strategiche e politiche di ciascuna delle due parti in causa".
L'ex Segretario della Difesa Robert Gates non ha mancato di categorizzare lo stretto rapporto esistente con la dichiarazione che segue:

## Panoramica
Subito dopo la fine della seconda guerra mondiale la
Durante i primi vent'anni successivi alla dichiarazione d'indipendenza israeliana la politica estera degli Stati Uniti in Medio Oriente fu guidata da due importanti preoccupazioni politiche: la prevenzione di una corsa agli armamenti nel Vicino Oriente e la parallela prevenzione della diffusione dell'influenza sovietica. L'Amministrazione Truman promulgò la Dichiarazione tripartita del 1950 per questi motivi, oltre a garantire lo status quo territoriale determinato dagli Accordi dell'Armistizio di Rodi del 1949.

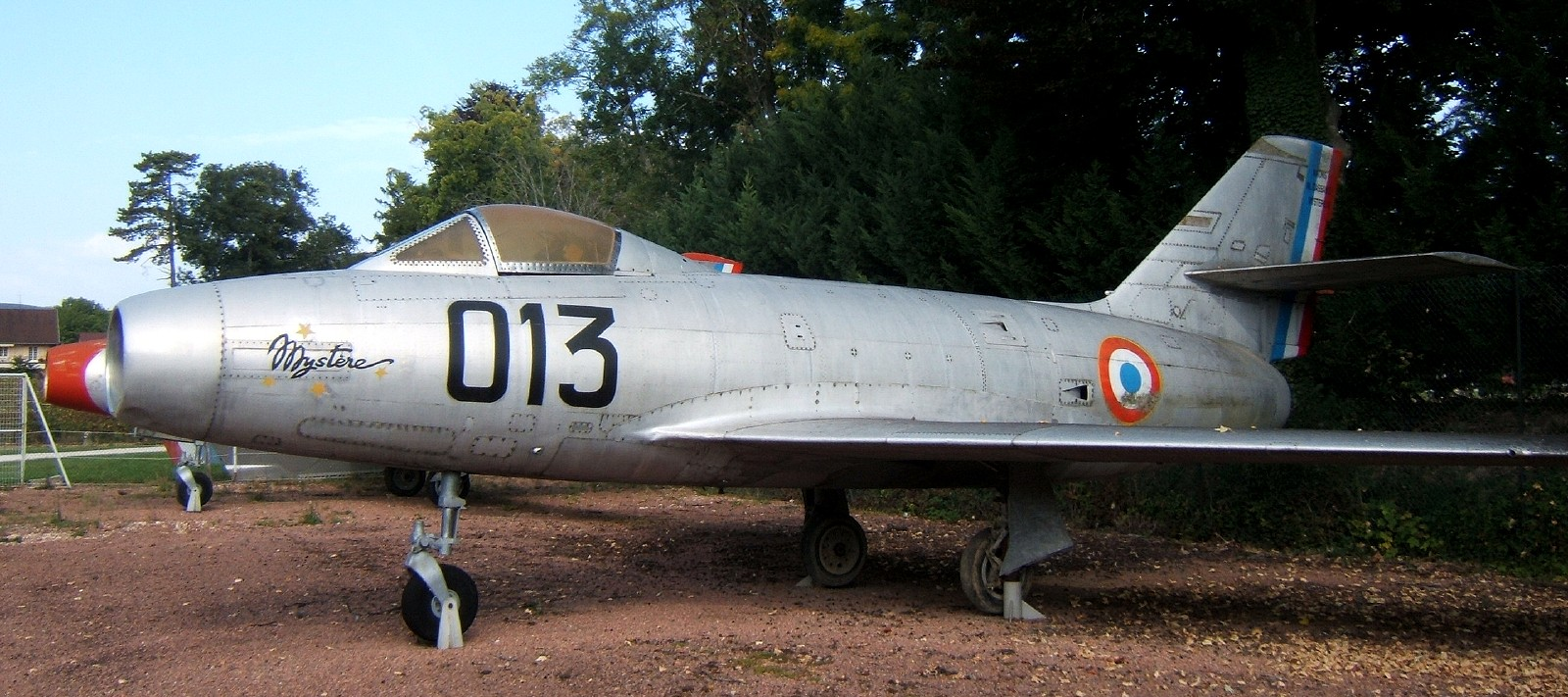
Un esemplare di Dassault MD 452 Mystère II in dotazione all'Armée de l'air nel corso degli anni 1950.

Il principale patrono militare israeliano all'epoca era la Quarta Repubblica francese, che sosteneva Israele dotandolo di attrezzature e tecnologie militari avanzate, come ad esempio il cacciabombardiere Dassault MD 452 Mystère II. Inizialmente, il Governo federale USA ha resistito alle pressioni provenienti sia di Israele che dai paesi del mondo arabo presenti nella regione per vender loro un'arma di nuova generazione.

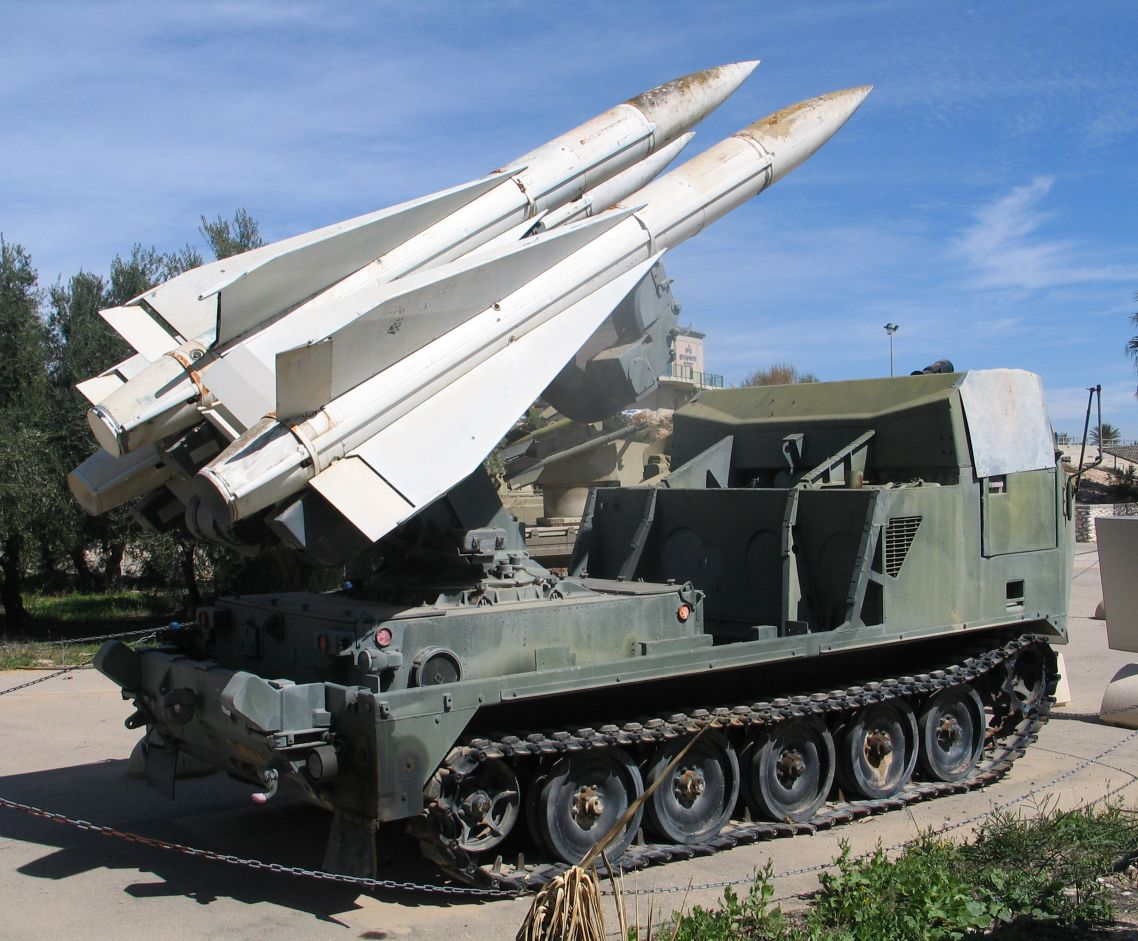
Esemplari di Raytheon MIM-23 Hawk.

In risposta alla fornitura di aerei da combattimento avanzati dall'Unione Sovietica all'Iraq e alla Repubblica Araba Unita (dal 1958) gli USA hanno infine accettato di vendere il missile terra-aria Raytheon MIM-23 Hawk ad Israele a partire dal 1962, come
Il "sistema Hawk" fu approvato con il pretesto che si trattava di un'arma "puramente difensiva".
Più tardi, quando la Giordania minacciava di rivolgersi all'Unione Sovietica per riuscire ad ottenere gli armamenti che intendeva procurarsi, la presidenza di Lyndon B. Johnson accettò di venderle carri armati e aerei a reazione per impedire in tal modo la diffusione incontrollata dell'influenza sovietica, ed in cambio accolse anche la richiesta di vendere sistemi simili pure ad Israele.
Durante i primi anni 1960 la presidenza di John Fitzgerald Kennedy ha cercato di stabilire un accordo regionale sulla limitazione delle armi in Medio Oriente; l'iniziativa ha perso forza all'inizio del 1965, dopo che è stato reso noto che gli Stati Uniti fornivano indirettamente armi ad Israele attraverso la Germania Ovest fin dal 1962, secondo i termini di un accordo segreto del 1960 volto al rifornimento di $ 80 milioni di armamenti allo Stato ebraico.

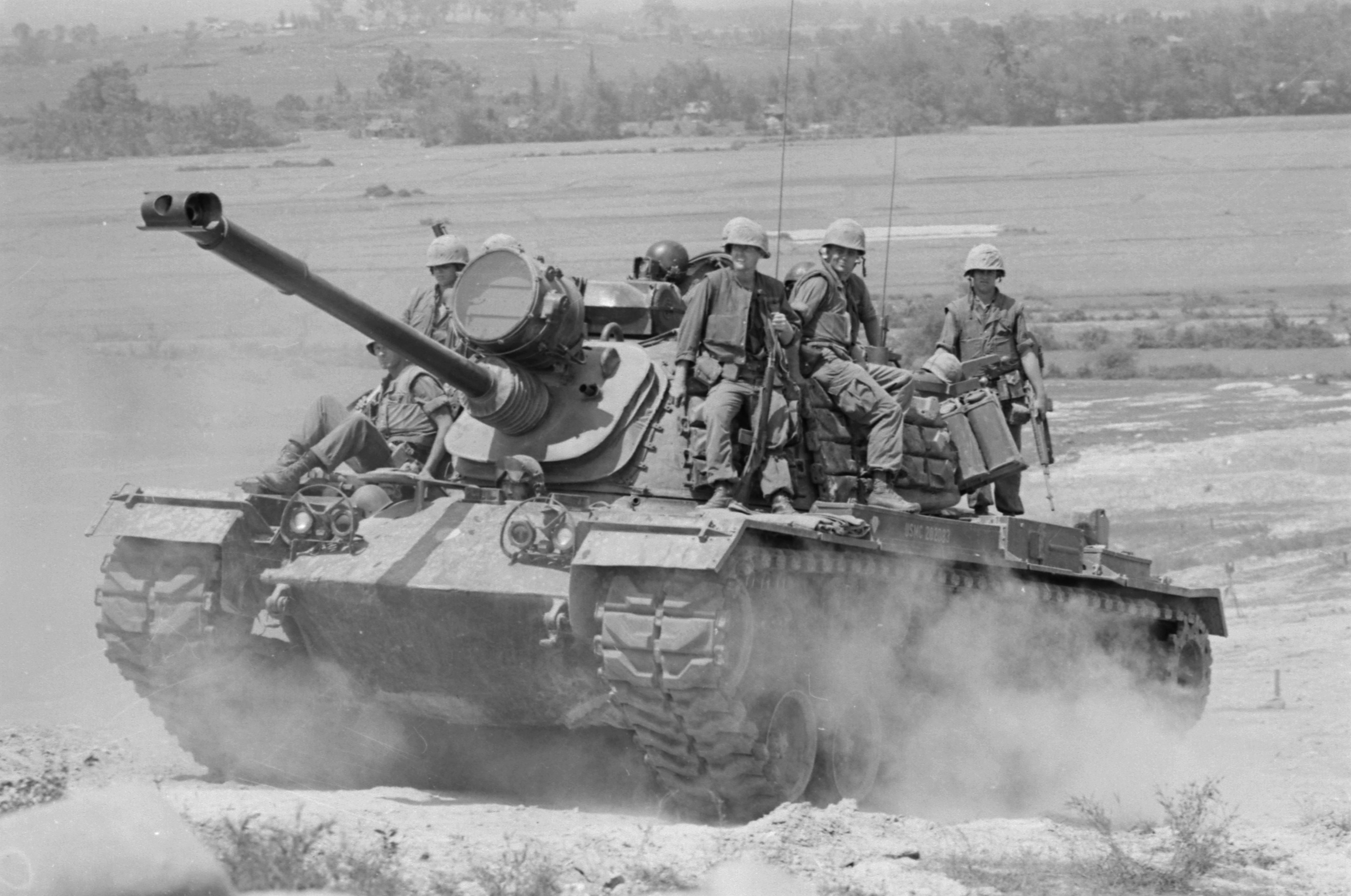
Un carro armato M48 Patton in dotazione all'United States Marine Corps nel 1966 durante la guerra del Vietnam.

Il resto dell'accordo fu adempiuto pubblicamente, in seguito alla sua divulgazione da parte degli stessi USA, con Israele che riceveva le spedizioni di carri armati M48 Patton nel 1965 e l'aereo da attacco al suolo Douglas A-4 Skyhawk nel corso dei tre anni seguenti.
La storia della politica estera statunitense nell'area è mutata in una maniera significativa a seguito della guerra dei sei giorni nel 1967, in risposta alla percezione del fatto che molti Stati arabi (in particolare l'Egitto) si fossero oramai definitivamente spostati sempre più verso l'Unione Sovietica.

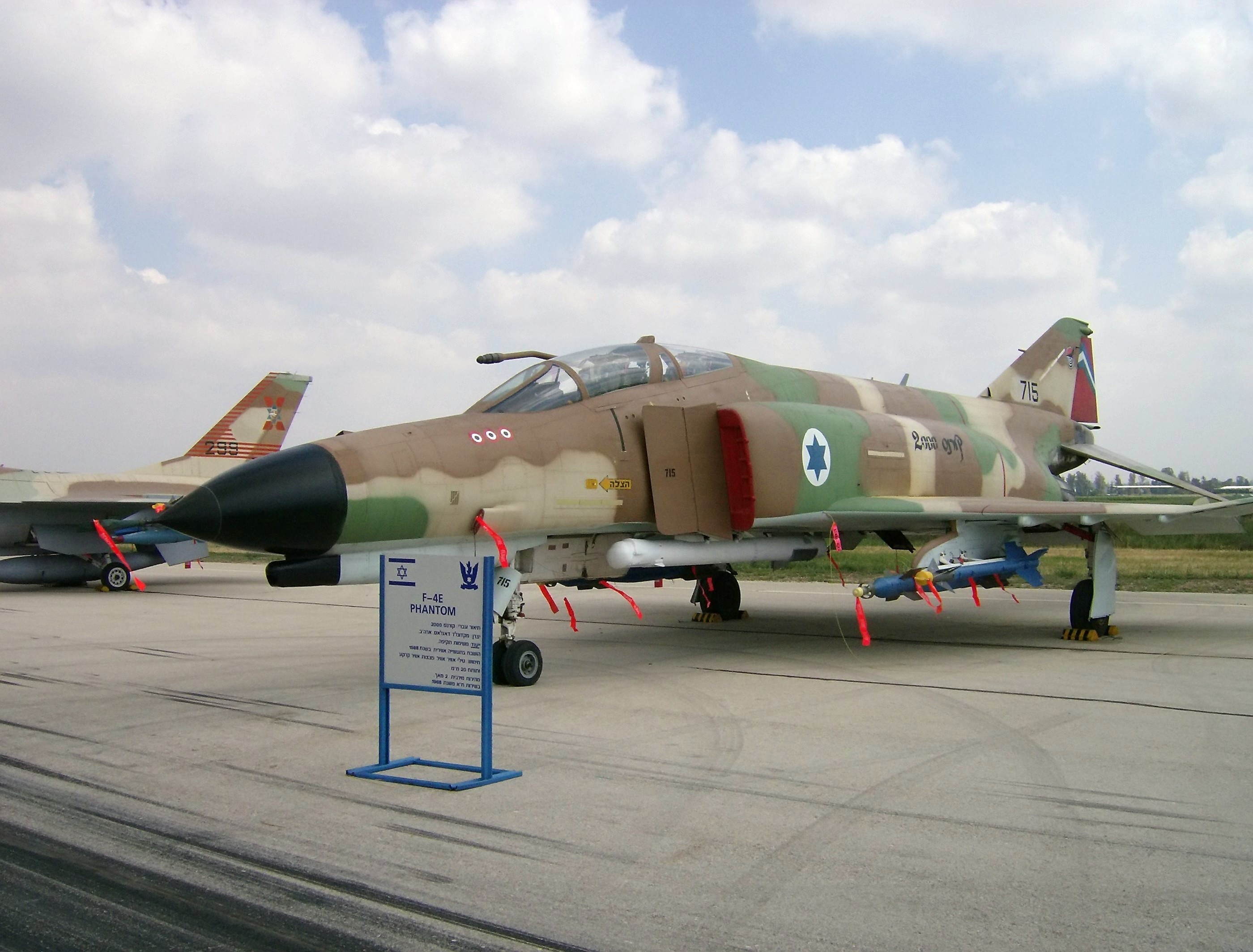
Un McDonnell Douglas F-4 Phantom II dell'Heyl Ha'Avir.

Nel 1968, con il forte supporto proveniente direttamente dal Congresso, il Presidente Lyndon B. Johnson approvò la vendita del cacciabombardiere a regime supersonico McDonnell Douglas F-4 Phantom II ad Israele, stabilendo così il precedente per il successivo sostegno da parte degli USA al vantaggio qualitativo militare ("Qualitative Military Edge", QME) israeliano sui suoi vicini.
Gli Stati Uniti, tuttavia, avrebbero in ogni caso proseguito a fornire armi anche agli immediati vicini di Israele, in particolare il Libano, la Giordania e l'Arabia Saudita; questo al fine di contrastare le vendite e l'influenza delle armi sovietiche nella regione.
Durante la guerra del Kippur scoppiata nel 1973 gli Stati Uniti organizzarono velocemente un importante ponte aereo denominato Operazione Nickel Grass per fornire armi e rifornimenti all'alleato in difficoltà; oltre 22.000 tonnellate di carri armati, artiglieria, munizioni e altro Matériel sono stati consegnati per aiutare lo Zro'a Ha-Yabasha in risposta ad un massiccio sforzo di rifornimento sovietico degli Stati arabi

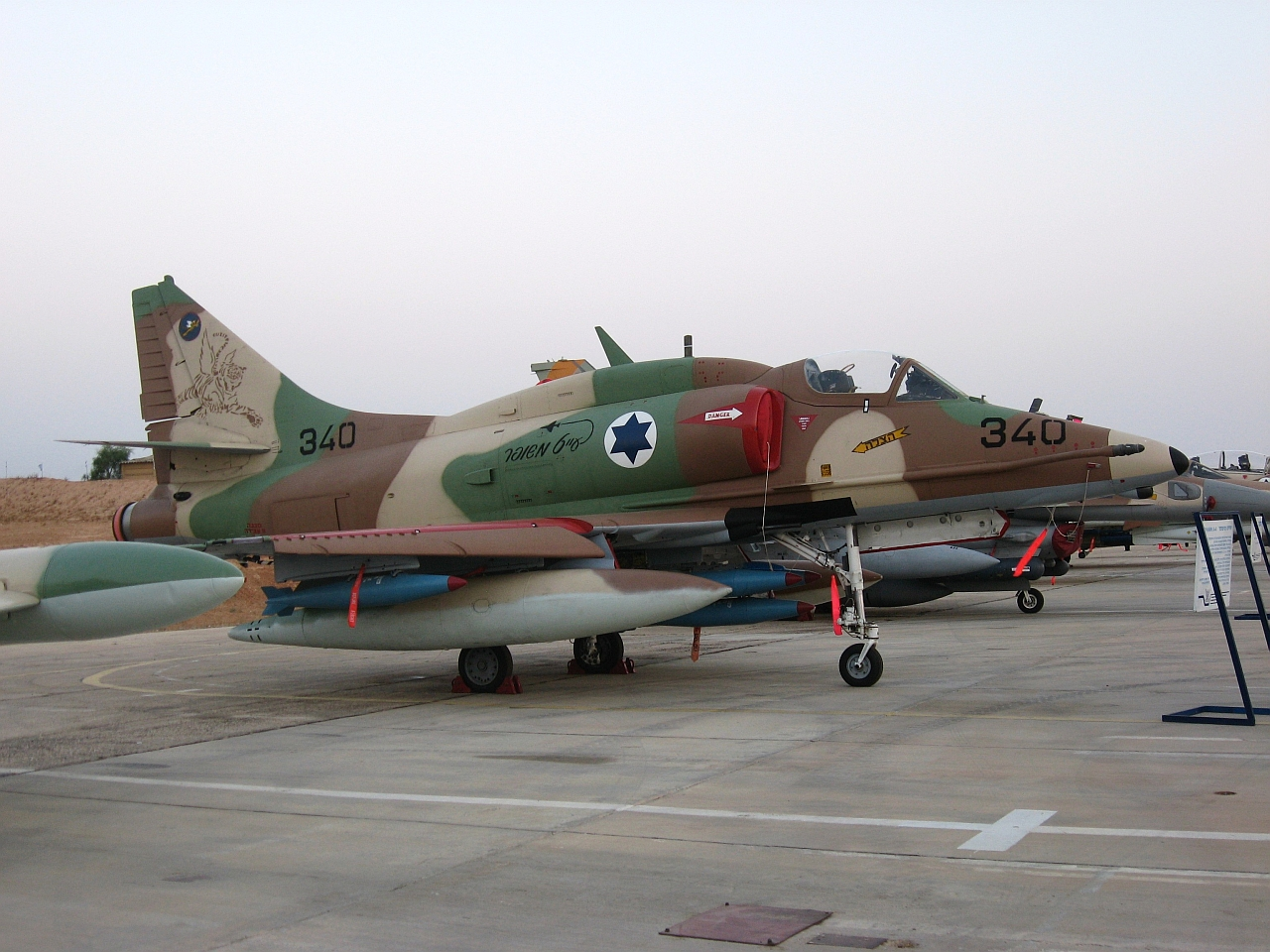
Un Douglas A-4 Skyhawk israeliano.

L'operazione è stata accompagnata da un grande trasporto marittimo di circa 33.000 tonnellate di materiale e il trasferimento di 40 "F-4 Phantom", 36 Douglas A-4 Skyhawk e 12 Lockheed C-130 Hercules per poter rapidamente sostituire le sopravvenute perdite di guerra israeliane.

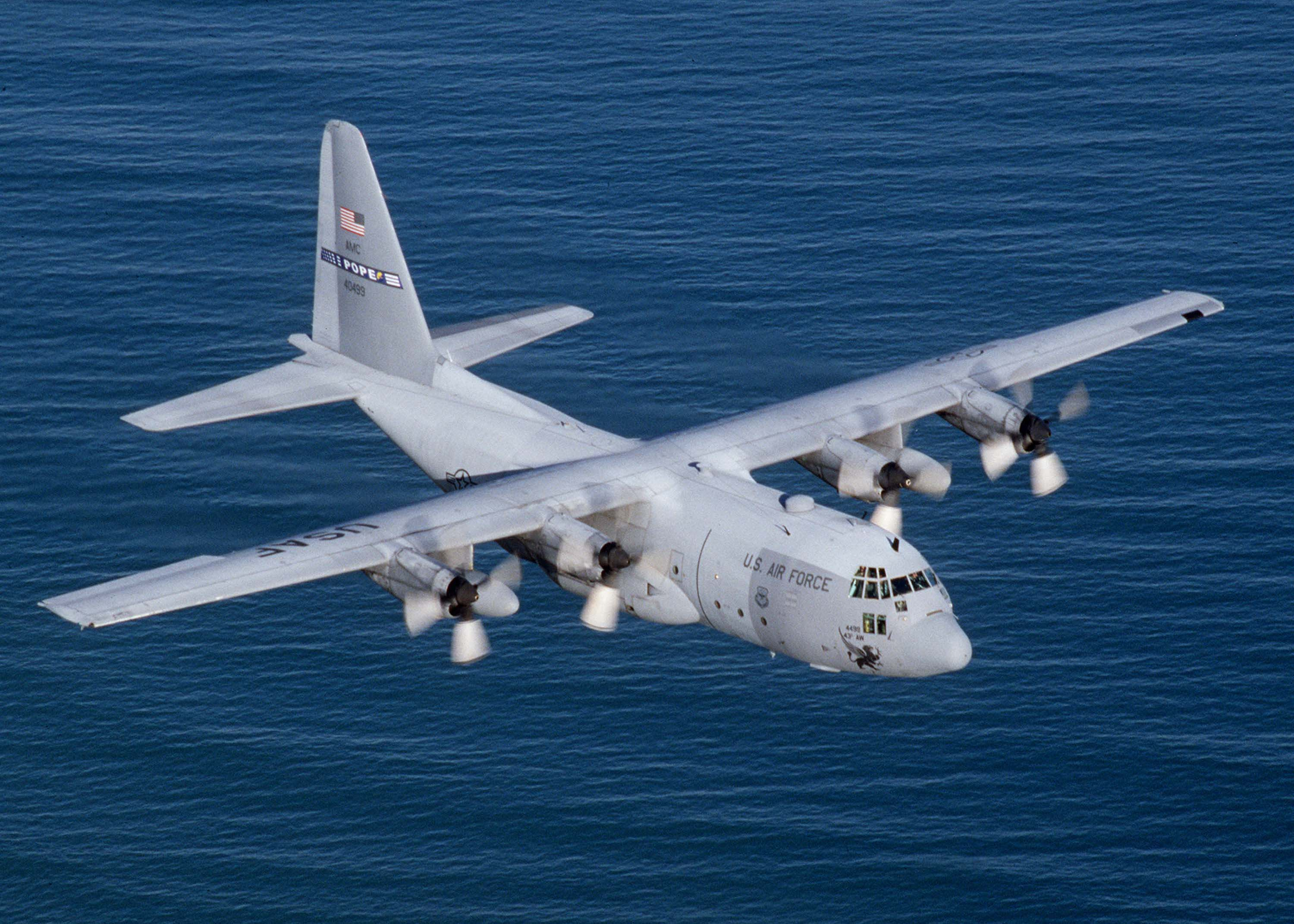
Un Lockheed C-130 Hercules statunitense in volo.

La cooperazione militare bilaterale si approfondì sotto la presidenza di Ronald Reagan negli anni 1980. Nel 1981, il Segretario alla Difesa Caspar Weinberger e il ministro della Difesa Ariel Sharon firmarono l'"accordo di cooperazione strategica", stabilendo un quadro per la continua consultazione e cooperazione intesa a migliorare la sicurezza nazionale di entrambi i paesi.
Nel novembre del 1983 le due parti hanno costituito un gruppo militare congiunto politico (Joint Political Military Group, JPMG) il quale si riunisce da allora due volte l'anno per attuare la maggior parte delle disposizioni del successivo memorandum d'intesa-MoU.

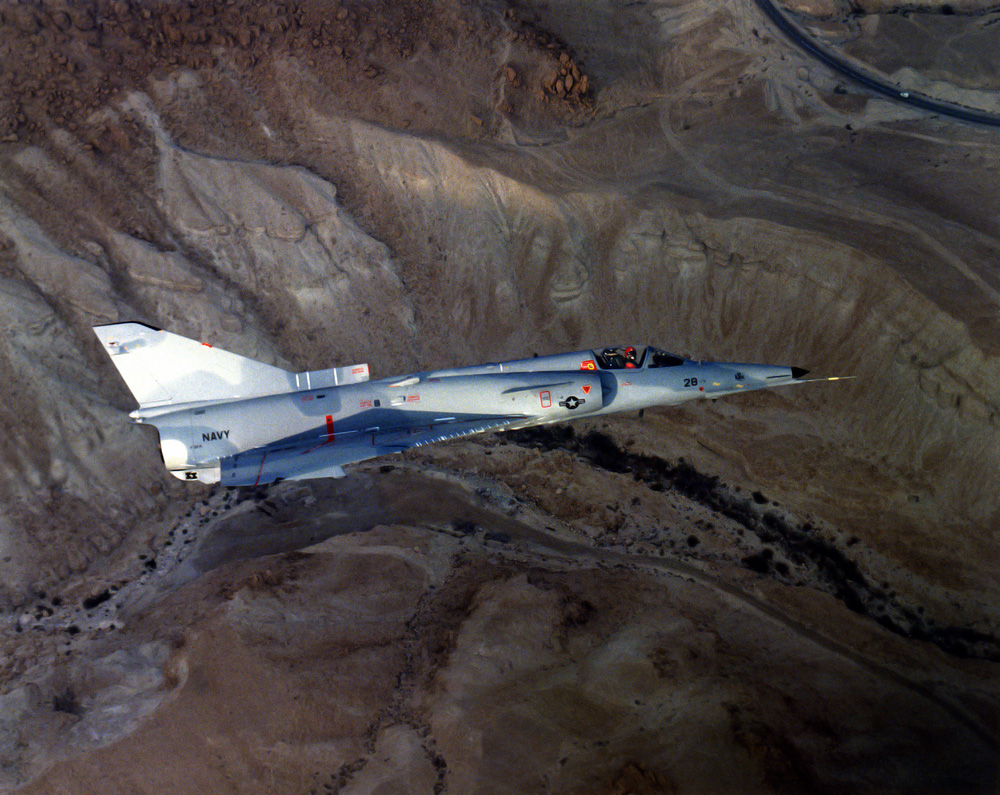
Un IAI Kfir prodotto dalle Israel Aerospace Industries ed utilizzato dalla United States Navy. Israele ha affittato 25 Kfirs modificati negli Stati Uniti dal 1985 al 1989.

Nel giugno del 1984 iniziarono le esercitazioni militari aeree e marittime e gli USA costruirono strutture per accumulare attrezzature militari sul territorio alleato (le "war reserve stock", WRS).
Nel 1987 gli Stati Uniti concessero ad Israele lo status privilegiato di alleato maggiore non-NATO, consentendogli pertanto di competere in ugual misura con l'Organizzazione del Trattato dell'Atlantico del Nord e gli altri paesi alleati degli Stati Uniti per contratti e acquistare sistemi avanzati di armi statunitensi. Israele è diventato presto il più grande destinatario di aiuti militari degli Stati Uniti nel mondo, soprattutto tramite gli aiuti militari diretti e gli appalti.
Nel 1988 Ronald Reagan e il primo ministro di Israele Yitzhak Shamir firmarono un "memorandum d'intesa" per formalizzare e perpetuare il lavoro dei gruppi di lavoro militari, di sicurezza ed economici bilaterali USA-Israele.

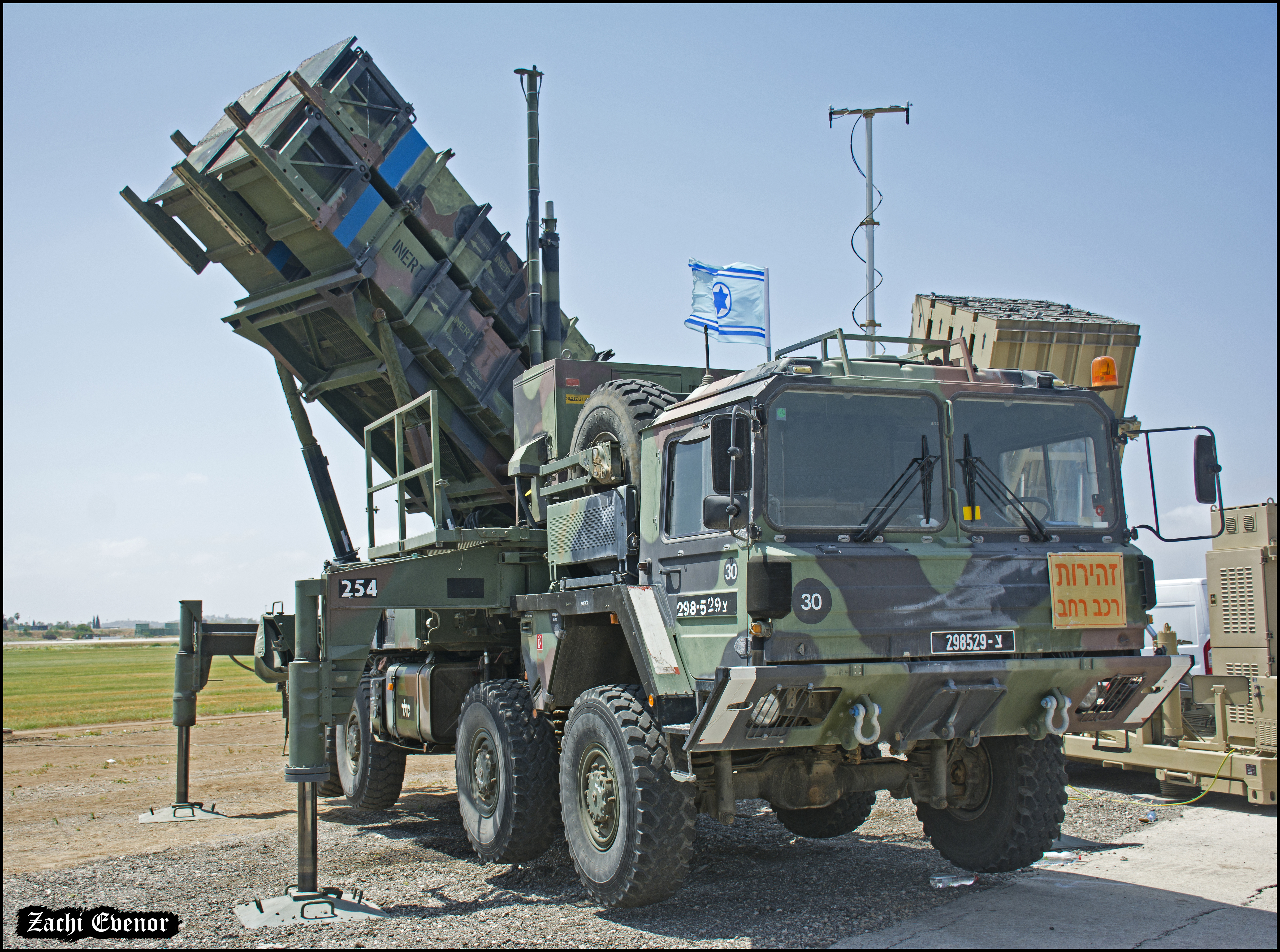
Il MIM-104 Patriot israeliano.

Nel tentativo di impedire a Israele di reagire contro gli attacchi missilistici di SS-1 Scud iracheni durante la guerra del Golfo esplosa nel 1991 a seguito dell'invasione del Kuwait da parte del dittatore Saddam Hussein, ed in tal modo spezzare la coalizione arabo-statunitense, gli USA hanno inviato il missile terra-aria MIM-104 Patriot in Israele. Lo sforzo ha avuto in ogni caso un successo relativamente limitato, con meno del 10% degli Scud sparati intercettati con pieno successo.

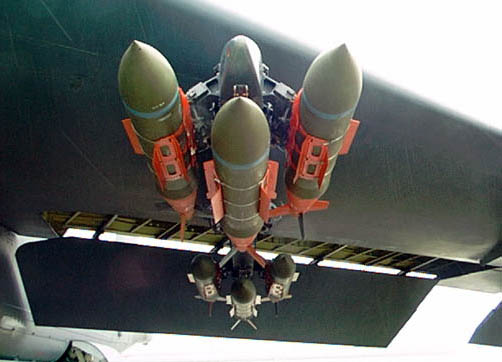
3 JDAM sotto l'ala di un Boeing B-52 Stratofortress.

Sotto l'Amministrazione della presidenza di Bill Clinton negli anni 1990, il governo federale degli Stati Uniti d'America ha compiuto notevoli sforzi per rafforzare il vantaggio militare delle forze di difesa israeliane, permettendole di acquistare 700 milioni di dollari statunitensi negli ultimi equipaggiamenti militari USA, compresi aerei da caccia avanzati, elicotteri d'attacco e il sistema di munizioni ad attacco diretto JDAM.
È stata inoltre istituita una serie di importanti progetti congiunti di sviluppo tecnologico militare.

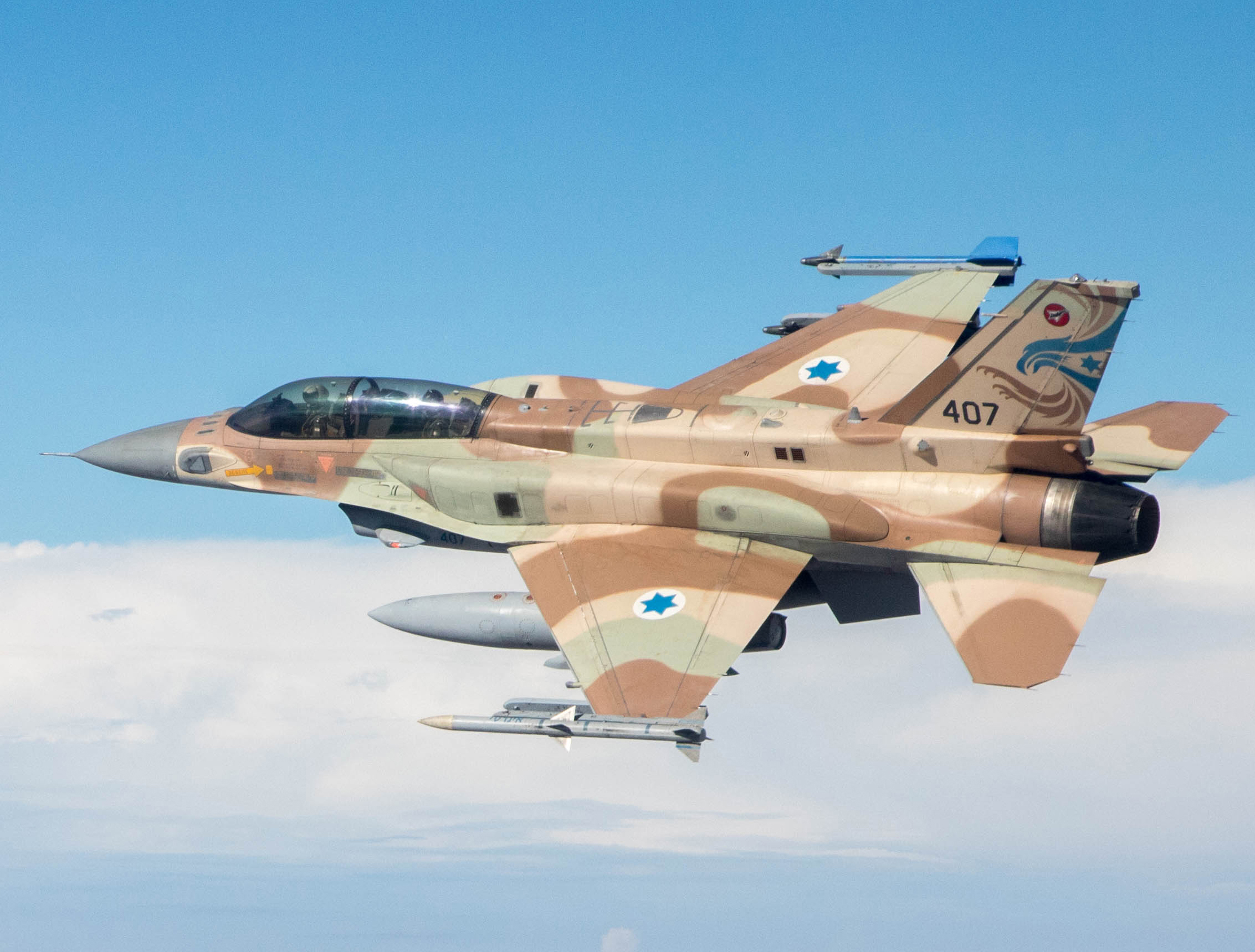
Un esemplare di General Dynamics F-16 Fighting Falcon israeliano.

Un'ulteriore estensiva cooperazione militare si è verificata sotto la successiva Amministrazione della presidenza di George W. Bush, con Israele che ha impartito ordini importanti per il caccia multiruolo General Dynamics F-16 Fighting Falcon. Durante la guerra del Libano (2006) gli Stati Uniti hanno fornito una grande quantità di rifornimento di carburante per aerei e bomba a guida laser per ricostituire le riserve israeliane in via di esaurimento.

## Attività militare congiunta

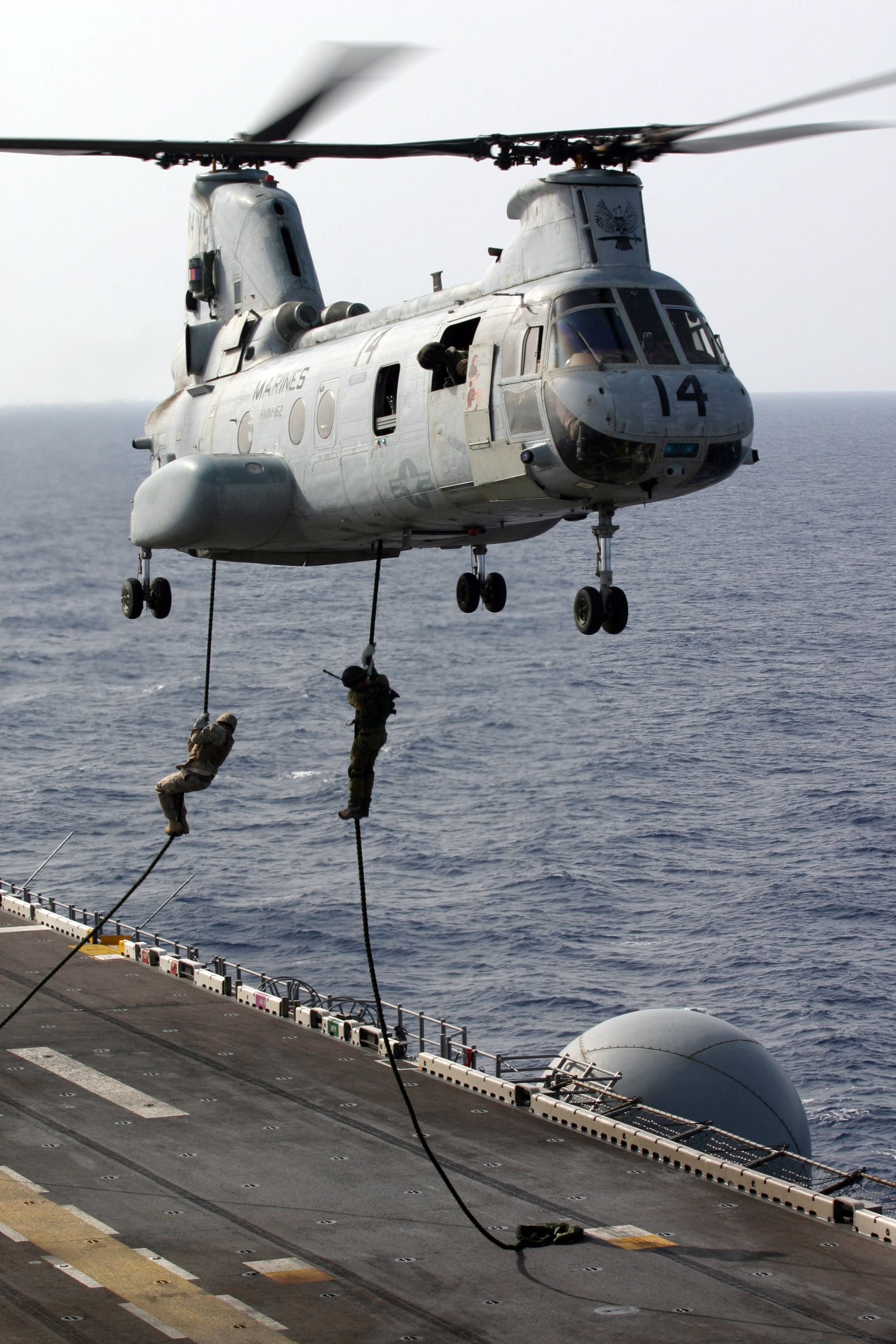
Soldati israeliani e membri dell'United States Marine Corps della "26th Marine Expeditionary Unit" si calano con una fune da un elicottero Boeing CH-46 Sea Knight sul ponte della USS Kearsarge (LHD-3).

Gli Stati Uniti e Israele collaborano strettamente in tutta una serie di settori dell'attività militare; i primi sottoscrivono parte della ricerca e dello sviluppo di armi da parte dei secondi e hanno contribuito con ingenti somme di denaro a progetti di difesa israeliani come il carro armato da combattimento Merkava e l'aereo da caccia IAI Lavi.
Israele a sua volta partecipa al programma di sviluppo del caccia multiruolo Lockheed Martin F-35 Lightning II e gli è stato offerto l'accesso al programma del velivolo stealth Lockheed Martin-Boeing F-22 Raptor, anche se poi esso ha dovuto subire una riduzione a causa dei costi eccessivamente elevati.
Le due nazioni alleate collaborano inoltre congiuntamente su una serie di programmi di sviluppo tecnologico, in particolare il sistema missilistico Arrow (missile) e il Tactical High Energy Laser (noto anche come "Nautilus").
Svolgono insieme esercitazioni periodiche, compresa la realizzazione di esercizi biennali denominati in codice "Juniper Cobra" destinati a testare l'interoperabilità tra l'United States Armed Forces e le forze di difesa israeliane (IDF).
Inoltre il porto di Haifa è il principale scalo nel Mar Mediterraneo orientale per la United States Sixth Fleet e Israele fornisce altri supporti sia di logistica che di manutenzione per le forze statunitensi presenti nella regione.
I due paesi condividono anche l'intelligence e mantengono un gruppo di lavoro volto ad un'attiva collaborazione antiterrorismo e nell'aprile del 2007 la Heyl Ha'Avir e l'United States Air Force si sono impegnate a condividere informazioni su situazioni reciprocamente rilevanti.
Gli Stati Uniti hanno immagazzinato una varietà di equipaggiamento militare in Israele fin dall'inizio degli anni 1990 e possono effettuare ulteriori accumuli di materiale quando si ritirano dall'Iraq.

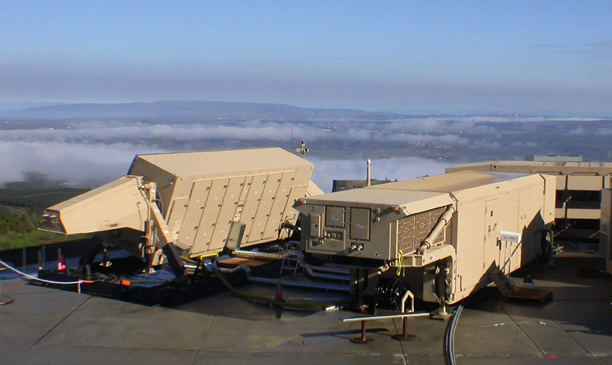
Veduta della parte posteriore di un radar di allarme antimissile AN/TPY-2.

Attualmente l'unica installazione militare straniera attiva sul suolo israeliano è la stazione radar di sorveglianza americano AN/TPY-2 posizionata sul monte Keren.

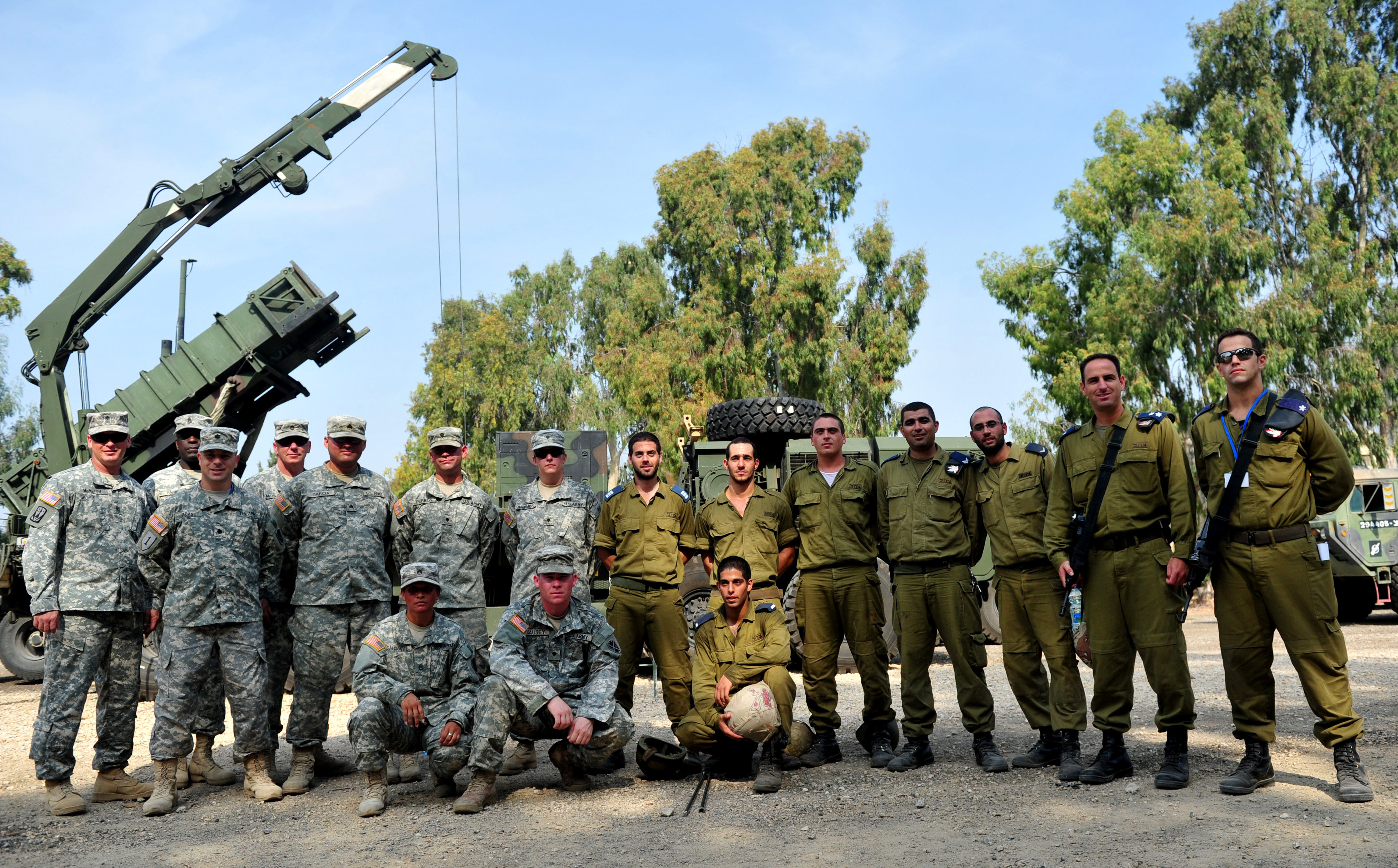
Soldati statunitensi e israeliani posano per una foto durante l'esercitazione "Austere Challenge 12" ad Hazor.

Nell'ottobre del 2012 USA e Israele hanno iniziato la più grande esercitazione congiunta di difesa con arma contraerea e missilistica, nota come "Austere Challenge 12", che ha coinvolto circa 3.500 soldati statunitensi nella regione insieme a 1.000 membri del personale IDF.
Anche la Germania e il Regno Unito vi hanno partecipato.

## Controversie
Le strette relazioni militari intercorrenti tra gli Stati Uniti e Israele non hanno mancato di generare nel corso dei decenni tutta una serie di accese controversie e polemiche.

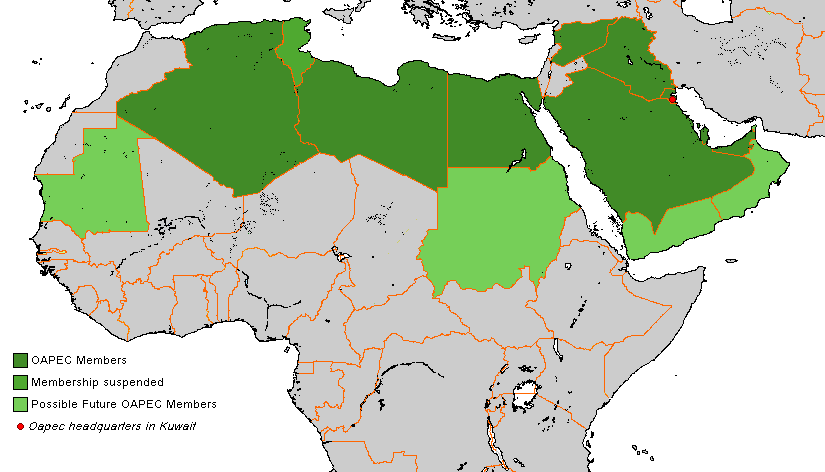
I membri dell'Organizzazione dei Paesi Arabi Esportatori di Petrolio che scatenarono la crisi energetica (1973).

L'operazione Nickel Grass - lo sforzo assunto dagli USA per rifornire adeguatamente l'alleato mediorientale durante la guerra del Kippur - condusse alla pronta rappresaglia del mondo arabo, mentre i membri dell'Organizzazione dei Paesi Arabi Esportatori di Petrolio dichiararono un completo embargo rivolto contro tutto l'Occidente, provocando in tal modo la crisi energetica (1973).
A salvaguardia del mantenimento della collaborazione reciproca gli USA stabiliscono che gli equipaggiamenti militari statunitensi forniti attraverso il programma FMS possono essere utilizzati solo ed esclusivamente per scopi di sicurezza interna o comunque strettamente difensivi. Di conseguenza, dopo le accuse secondo cui Israele aveva utilizzato bombe a grappolo con intenti offensivi durante la guerra del Libano (1982), gli Stati Uniti ne sospesero le previste ulteriori spedizioni.
Simili accuse riguardarono anche l'uso israeliano di armi giunte da oltreoceano nel corso della guerra del Libano (2006) e durante la seconda intifada.
L'utilizzo americano del proprio attivo appoggio militare per creare una pressione politica sull'alleato, così come le restrizioni economiche e strategiche ad esso collegate, ha fatto sì che alcuni israeliani cominciassero a mettere in serio dubbio il valore effettivo dell'aiuto militare americano. L'editorialista Caroline Glick ha sostenuto che gli interessi di Israele potrebbero essere meglio serviti ponendo fine all'assistenza militare e ha sollecitato il suo governo ad avviare altresì un dialogo sulla riduzione del pacchetto di assistenza.
L'ex ministro della Difesa israeliano Moshe Arens si oppone anch'egli all'aiuto proveniente dagli USA, sostenendo invece che Israele non ne ha in realtà più bisogno; diversi partiti politici del suo paese, tra cui l'Unione nazionale, si oppongono alla prosecuzione degli aiuti proponendo come alternativa una graduale riduzione della dipendenza da essi. Il disegno di legge denominato "Kirk-Menendez-Schumer" proposto nel 2014 dall'ala più conservatrice del Congresso avrebbe per la prima volta impegnato gli Stati Uniti a fornire un completo sostegno "diplomatico, militare ed economico" anche alle azioni offensive di Israele.
Nel gennaio 2014 è stato riferito che le due nazioni stavano discutendo tranquillamente la prospettiva di porre un termine prefissato all'aiuto statunitense, con rappresentanti di entrambe le parti che hanno concordato negli incontri bilaterali sul fatto che oramai non è più necessario questo forte supporto militare. Secondo Daniel C. Kurtzer, ex ambasciatore degli Stati Uniti d'America in Israele e capo del "Bureau of Near Eastern Affairs": "potremmo raggiungere un punto che, dopo aver discusso su come assicurare la sicurezza e la cooperazione di intelligence, possiamo effettivamente eliminare gradualmente l'assistenza alla sicurezza stessa".

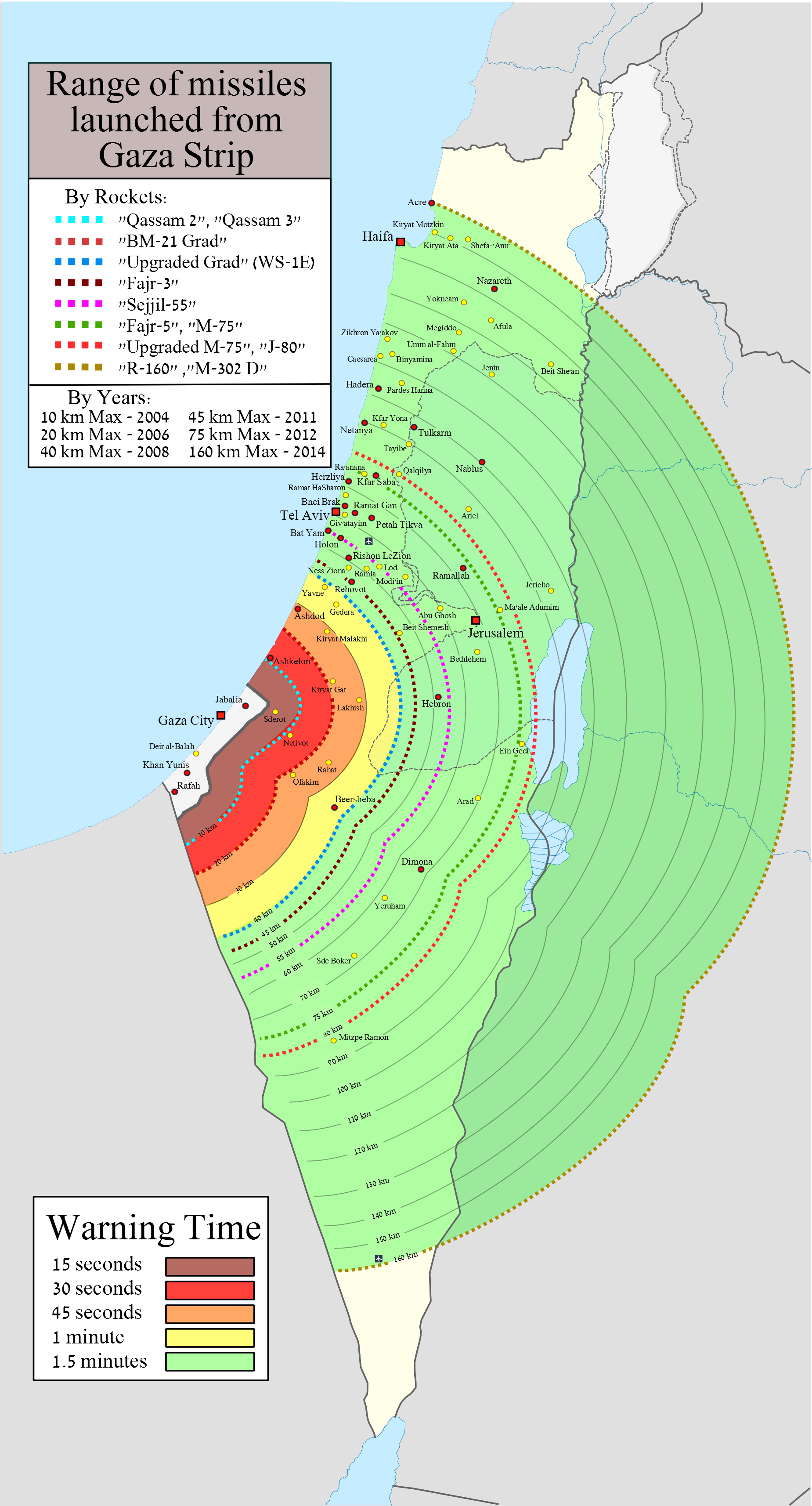
Gittata dei missili lanciati dalla Striscia di Gaza contro le città israeliane (da 10 a 160 km).

Dopo il conflitto della Striscia di Gaza avvenuto nel 2014 contro Hamas - con l'Operazione Margine di protezione - quando gli Stati Uniti sospesero temporaneamente le spedizioni di armi verso Israele, secondo quanto riferito esso avrebbe iniziato a rivedere seriamente le proprie opinioni sugli aiuti, in particolare per il fatto che poteva sempre dipendere dalla fornitura americana durante la guerra, ed avviò quindi nuovi progetti autonomi sugli armamenti per ridurre la sua dipendenza dalle armi statunitensi a favore di quelle prodotte localmente.

## Aiuti militari e appalti
In termini di soldi totali ricevuti Israele è il più grande beneficiario cumulativo di assistenza militare da parte degli Stati Uniti dalla fine della seconda guerra mondiale in poi, seguito a ruota da Vietnam, Egitto, Afghanistan e Turchia.
All'incirca i 3/4 degli aiuti sono destinati all'acquisto di attrezzature militari da società statunitensi, mentre il resto è destinato all'equipaggiamento interno. A partire dal 1987 gli USA hanno fornito una media di $ 1,8 miliardi all'anno sotto forma di vendite militari all'estero (FMS), finanziamento militare straniero (FMF) e fondi per sostenere la ricerca e lo sviluppo.
Un protocollo d'intesa bilaterale è stato firmato nel gennaio del 2001, al termine della presidenza di Bill Clinton, in base al quale l'aiuto alla politica di difesa è stato aumentato a $ 2,4 miliardi annuali, mentre gli $ 1,2 miliardi di aiuti economici sarebbero stati eliminati. Ciò è stato motivato sulla base dell'aiuto alla difesa aumentato di $ 60 milioni fino a raggiungere l'intero importo nel 2008, mentre l'aiuto economico è diminuito di $ 120 milioni all'anno fino alla sua completa eliminazione.
Nel 2007 gli Stati Uniti hanno aumentato il loro aiuto militare in Israele di oltre il 25%, per una media di $ 3 miliardi all'anno per il successivo decennio (a partire da $ 2,550 miliardi per il 2008, crescendo annualmente di $ 150 milioni. Il pacchetto di assistenza ha preso il via nell'ottobre del 2008, quando sono terminati gli aiuti regolari all'[[economia d'Israele}}]]. I funzionari hanno insistito nel sottolineare che l'aiuto non è legato, o destinato a bilanciare, piani simultanei americani per vendere $ 20 miliardi di armi sofisticate ai suoi alleati arabi nella regione, tra cui l'Egitto e l'Arabia Saudita.
L'ex presidente degli Stati Uniti d'America George W. Bush ha invero assicurato al primo ministro di Israele Ehud Olmert che gli USA avrebbero contribuito a mantenere un "vantaggio qualitativo" per Israele rispetto ad altre nazioni della regione.
Gli Stati Uniti sono anche il più grande singolo fornitore di equipaggiamento militare per Israele. Secondo il servizio di ricerca del Congresso, tra il 1998 e il 2005 gli USA rappresentavano la stragrande maggioranza degli accordi di trasferimento di armi da parte di Israele, che contavano 9,1 miliardi di dollari su accordi per 9,5 miliardi.
Israele tratta direttamente con le società statunitensi per la gran parte dei suoi acquisti militari dagli Stati Uniti, anche se richiede il permesso del governo federale per acquisti specifici. L'autorizzazione non è altresì sempre automatica; per esempio nel marzo del 2000 si è appreso che al governo israeliano era stato negato il permesso di acquistare i missili BGM-109 Tomahawk.

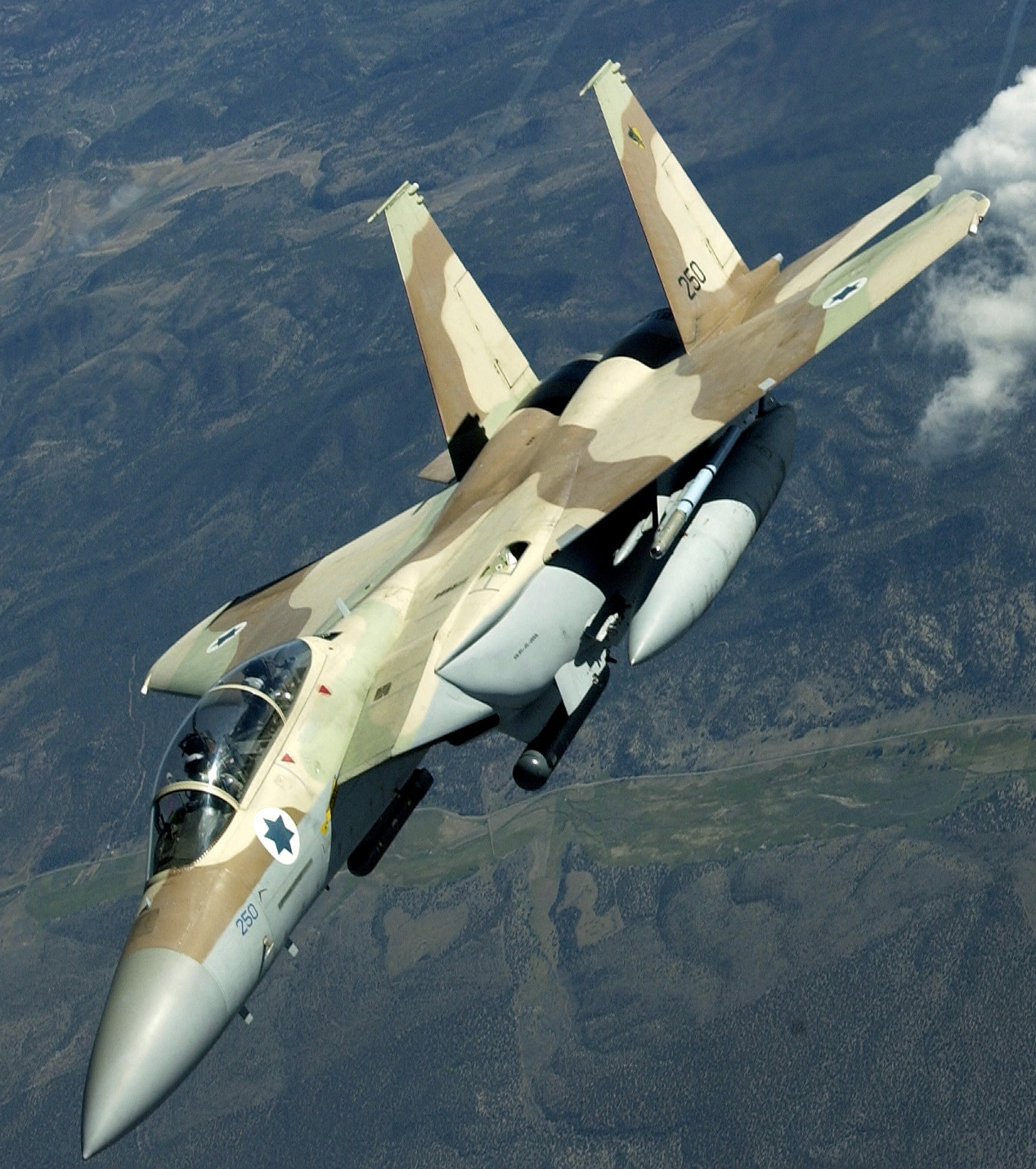
Un McDonnell Douglas F-15E Strike Eagle di tipo "F-15I Ra'am" in dotazione alla Heyl Ha'Avir.

Israele possiede la più grande flottiglia aerea di General Dynamics F-16 Fighting Falcon al mondo al di fuori dell'United States Air Force. Con la consegna di 102 F-16Is, prevista per il 2008, la Heyl Ha'Avir avrà un inventario totale di F-16 corrispondente a 362 unità in formazione attiva, oltre a 106 altri McDonnell Douglas F-15 Eagle.

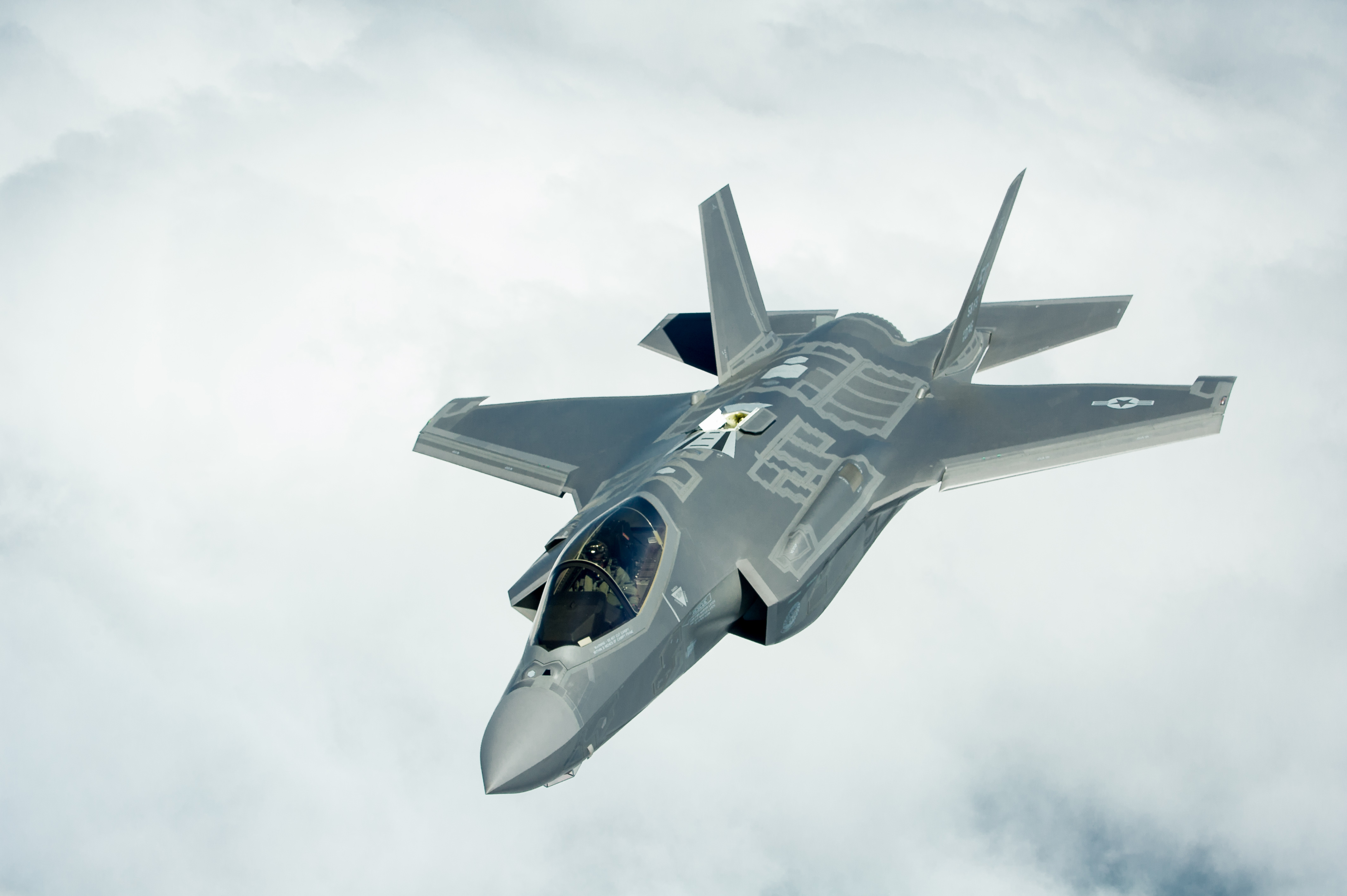
Un Lockheed Martin F-35 Lightning II in volo.

A dicembre del 2016 gli Stati Uniti hanno consegnato le prime 2 unità di velivolo stealth F-35 "Adir" da combattimento, una versione del Lockheed Martin F-35 Lightning II, il primo del suo genere giunto in un paese del Medio Oriente. Nell'aprile del 2017 hanno invece consegnato altri 3-5 stealth F-35 ora operativi in qualità di unità militare aerea sotto la direzione dell'aeronautica.
Israele è stato inoltre il primo paese al di fuori degli USA a ricevere l'F-35 e si aspetta di riceverne un totale di 50 unità nei prossimi anni, raggiungendo due squadroni completi entro il 2022.
Quest'ultima consegna è dovuta essenzialmente alla forte collaborazione che i due paesi hanno avuto nella produzione dell'aereo a reazione: le società d'impresa israeliane impegnate nel settore della tecnologia, aerospaziale e difesa hanno svolto un ruolo chiave nell'innovazione apportata conferendo al velivolo le sue attuali enormi potenzialità. Alla fine, Israele spera di accogliere ulteriormente la sua forza aerea con l'F-35B STOVL.
I recenti attacchi con "Tomahawk" da parte degli USA in Siria dimostrano che l'aeroporto fisso potrebbe sempre venire facilmente distrutto o quantomeno temporaneamente reso inagibile; il modello F35B possiede invece sia il decollo corto che la capacità di atterraggio verticale, rendendolo pertanto di fatto una forte minaccia in una regione così ridotta attraversata da uno stato costante di guerra o guerriglia.

### Vendite militari all'estero
Nota: questo non è un elenco completo delle vendite militari degli Stati Uniti verso Israele.
| Anno      | Vendite militari all'estero (FMS) | Industria bellica (DCS) | TOTALE         |
| --------- | --------------------------------- | ----------------------- | -------------- |
| 2001      | $766.026.000                      | $4.019.000              | $770.045.000   |
| 2002      | $629.426.000                      | $1.427.000              | $630.853.000   |
| 2003      | $845.952.000                      | $16.455.000             | $862.407.000   |
| 2004      | $878.189.000                      | $418.883.000            | $1.297.072.000 |
| 2005      | $1.652.582.000                    | $1.110.223.000          | $2.762.805.000 |
| 2001-2005 | $4.772.175.000                    | $1.551,007.000          | $6.323.182.000 |

- FMS - Vendite militari straniere
- DCS - Vendite commerciali dirette

Fonte: Facts Book: Department of Defense, Security Assistance Agency, 30 settembre 2005

### Finanziamenti militari all'estero
Nota: questo non è un elenco completo del ESF americano e degli aiuti militari a Israele.
| Anno             | Finanziamenti militari all'estero (FMF) | Fondo di supporto economico (ESF) | Supplementari  | NADR-ATA    | TOTALE          |
| ---------------- | --------------------------------------- | --------------------------------- | -------------- | ----------- | --------------- |
| 2001             | $1.975.644.000                          | $838.000.000                      |                |             | $2.813.644.000  |
| 2002             | $2.040.000.000                          | $720.000.000                      |                | $28.000.000 | $2.788.000.000  |
| 2003             | $2.086.350.000                          | $596.100.000                      | $1.000.000.000 |             | $3.682.450.000  |
| 2004             | $2.147.256.000                          | $477.168.000                      |                |             | $2.624.424.000  |
| 2005             | $2.202.240.000                          | $357.120.000                      | $50.000.000    | $210.000    | $2.609.570.000  |
| 2006 (stimati)   | $2.257.200.000                          | $273.600.000                      |                | $526.000    | $2.531.326.000  |
| 2007 (richiesti) | $2.340.000.000                          | $120.000.000                      |                | $320.000    | $2.460.320.000  |
| Totale 2001-2007 | $15.048.690.000                         | $3.381.988.000                    | $1.050.000.000 | $29.056.000 | $19.509.734.000 |
| 2012 (stimati)   | $3.075.000.000                          |                                   |                |             | $3.075.000.000  |

- FMF - Finanziamenti militari esteri (aiuti militari diretti)
- FSE - Fondo di sostegno economico (assistenza monetaria aperta che può essere utilizzata per compensare spese militari e acquisti di armi, nonché per scopi non militari)
- Supplementari sono sovvenzioni speciali "una tantum" intese come complemento di aiuti già assegnati
- NADR-ATA - Non proliferazione, antiterrorismo, sminamento e programmi correlati

Fonte: Congressional Budget Justification for Foreign Operations, Anni fiscali 2001-2007

### Equipaggiamento militare statunitense ad uso israeliano

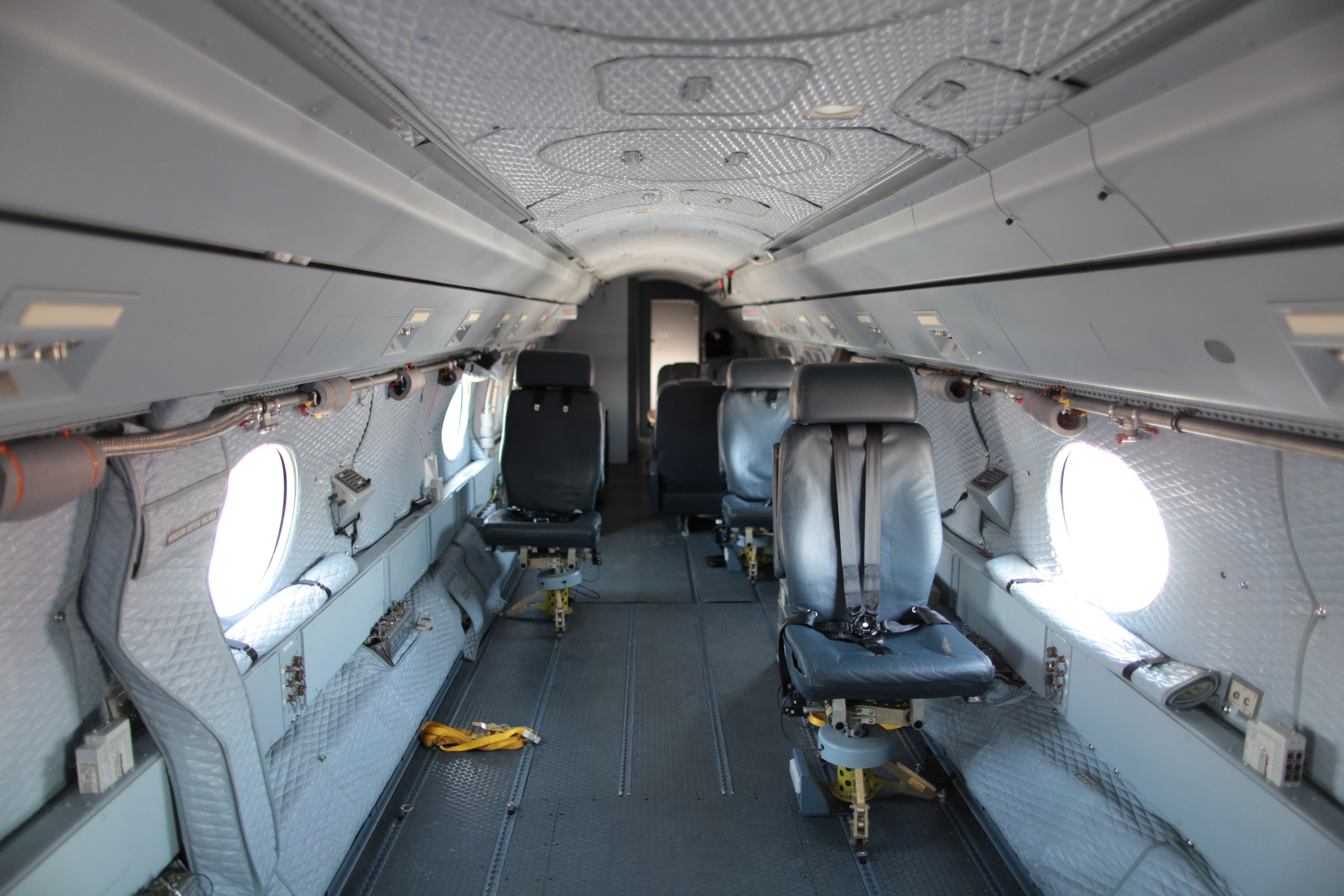
Interno della cabina per missioni speciali del Gulfstream G550.

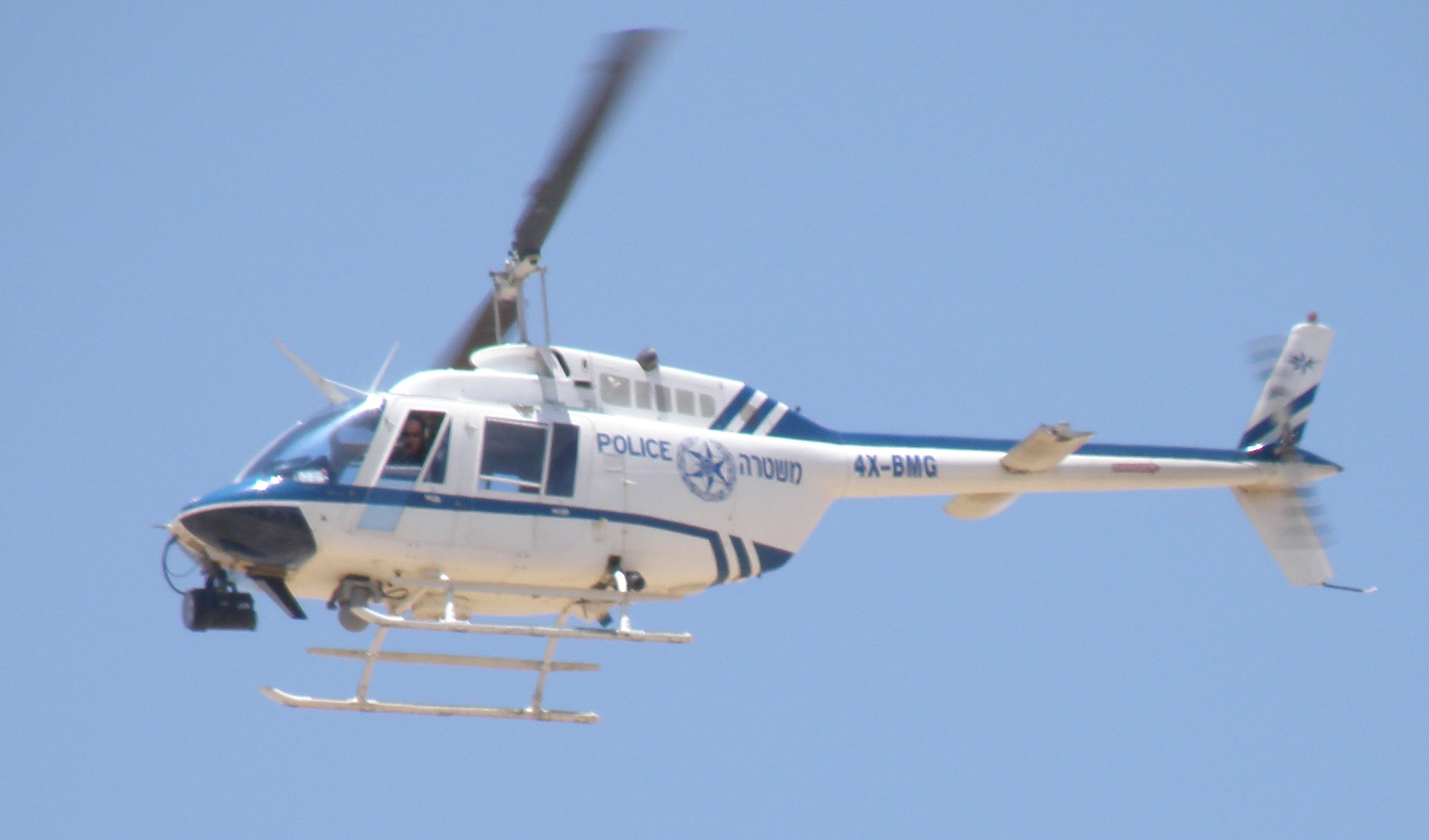
Un Bell 206 in dotazione alla polizia israeliana.

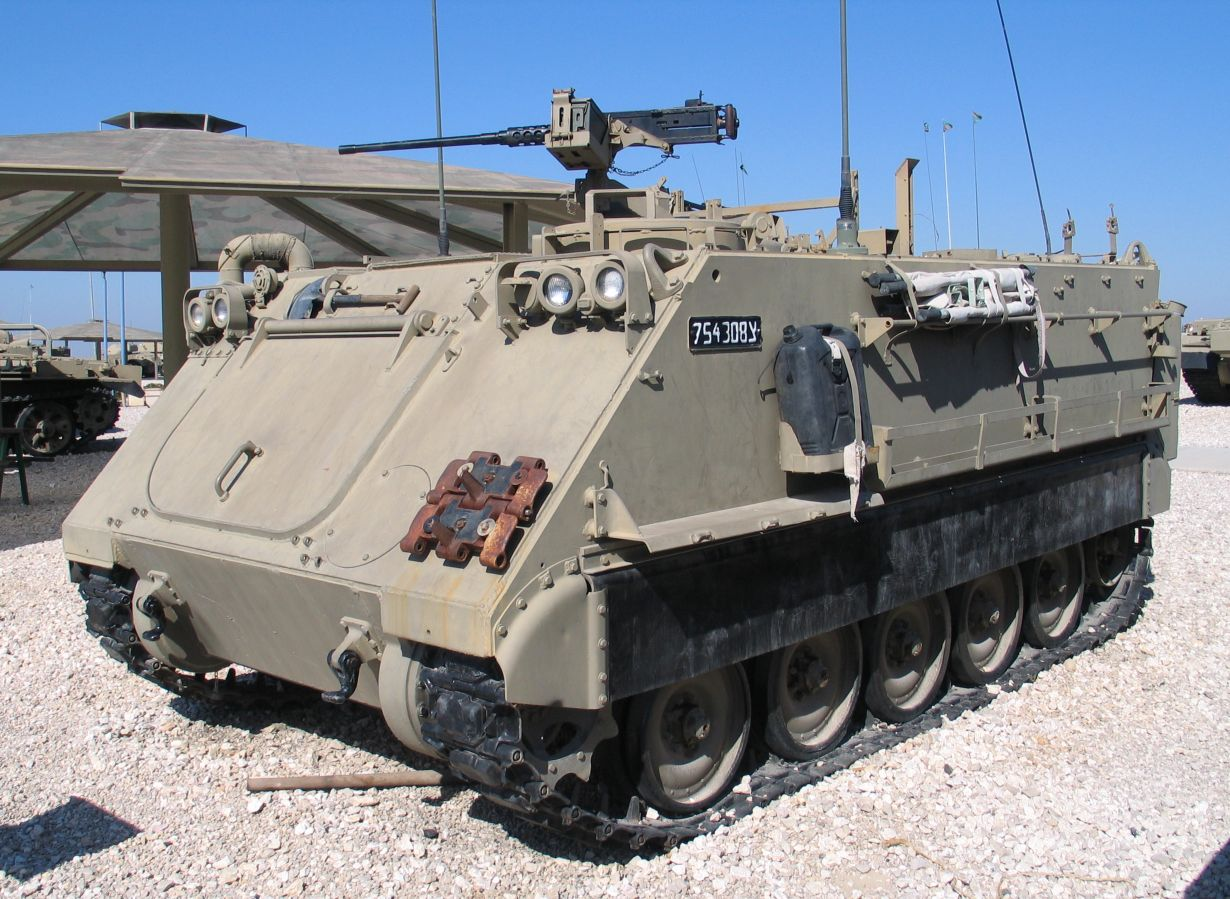
Un M113 israeliano.

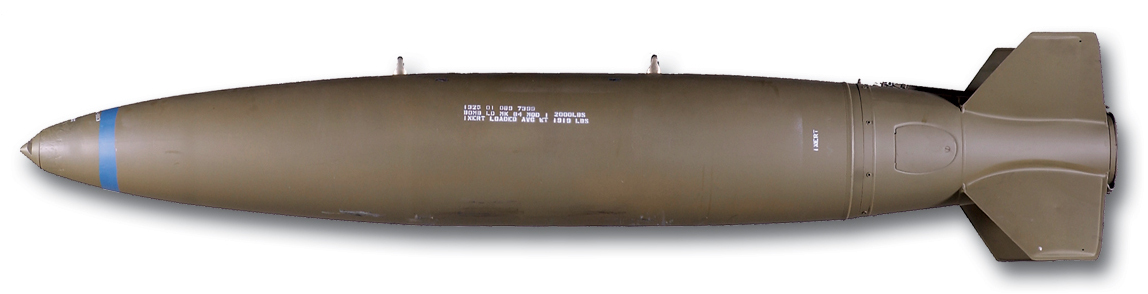
Una bomba a caduta libera Mk 84.

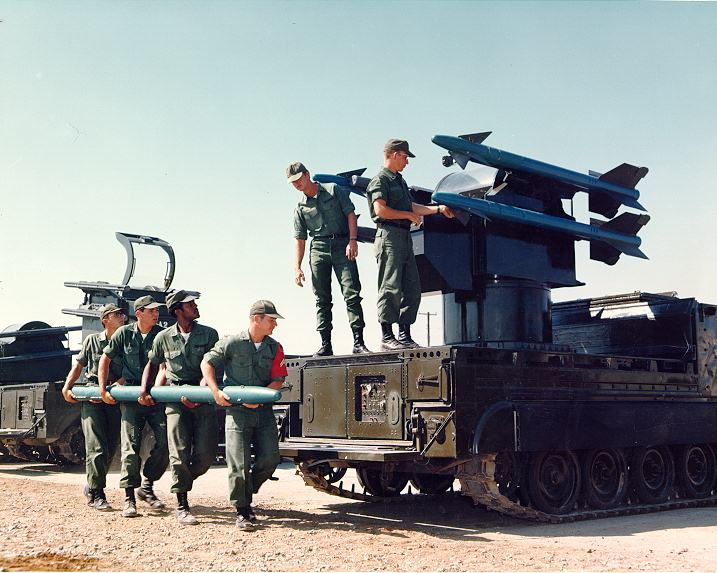
Esemplari di MIM-72 Chaparral risalenti agli anni 1970.

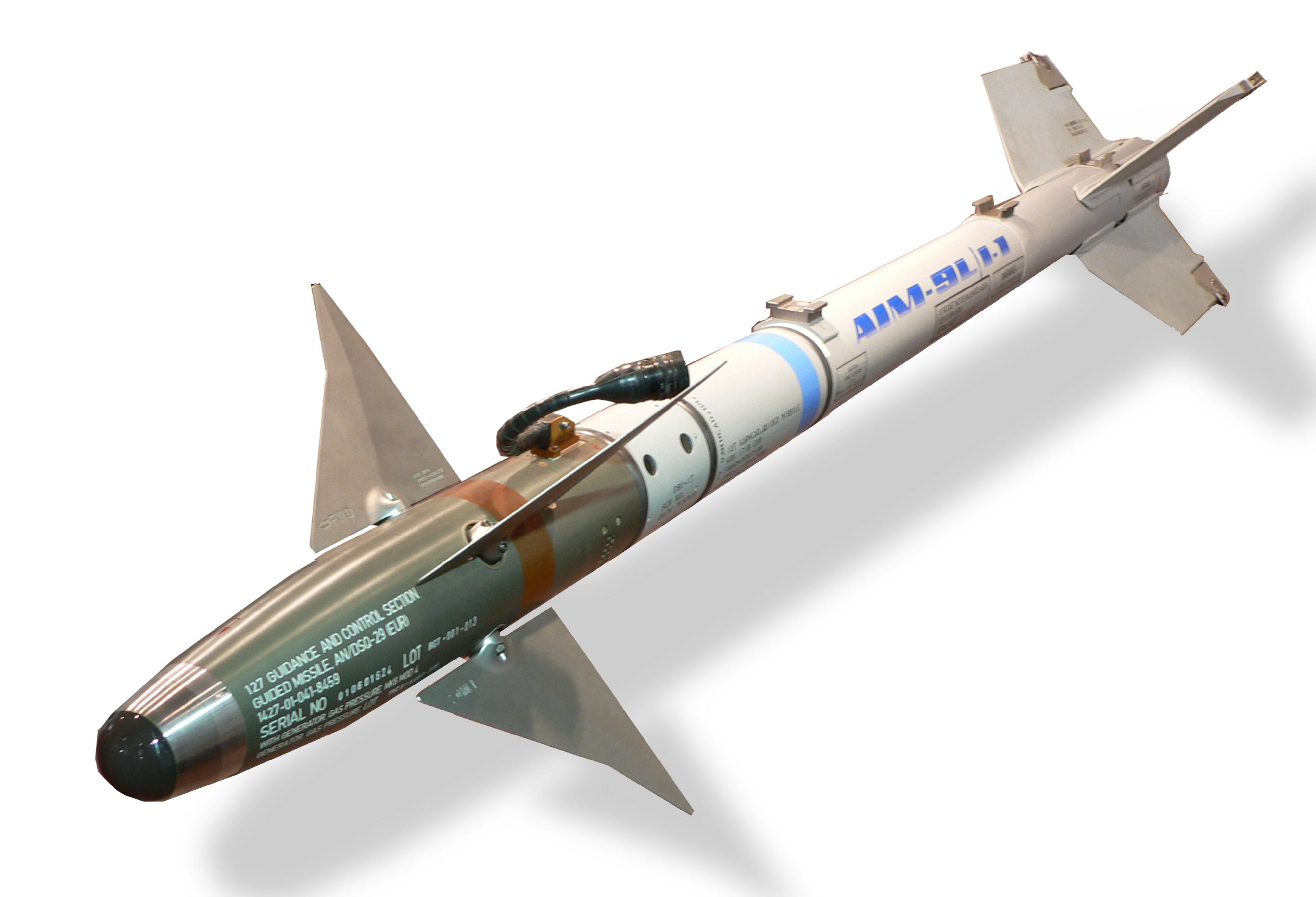
Un AIM-9 Sidewinder.

Questa non è una lista esauriente. Oltre alle attrezzature militari sviluppate in modo autonomo Israele negli ultimi anni ha effettuato anche un certo numero di acquisti dagli Stati Uniti, compresi i sistemi acquistati direttamente dai produttori "U.S. manufacturers" e ex-"U.S. Forces equipment".
Anche le Forze di difesa israeliane fanno uso di sistemi militari statunitensi non necessariamente acquistati direttamente dagli USA. La lista che segue include sistemi d'arma fabbricati dagli Stati Uniti, finanziati dagli USA, dal solo Israele o da una combinazione di finanziamenti da entrambe le nazioni. Tutti i dati provengono da  Sentinel Eastern Mediterranean 2007 di Jane's Information Group, salvo diversa indicazione.

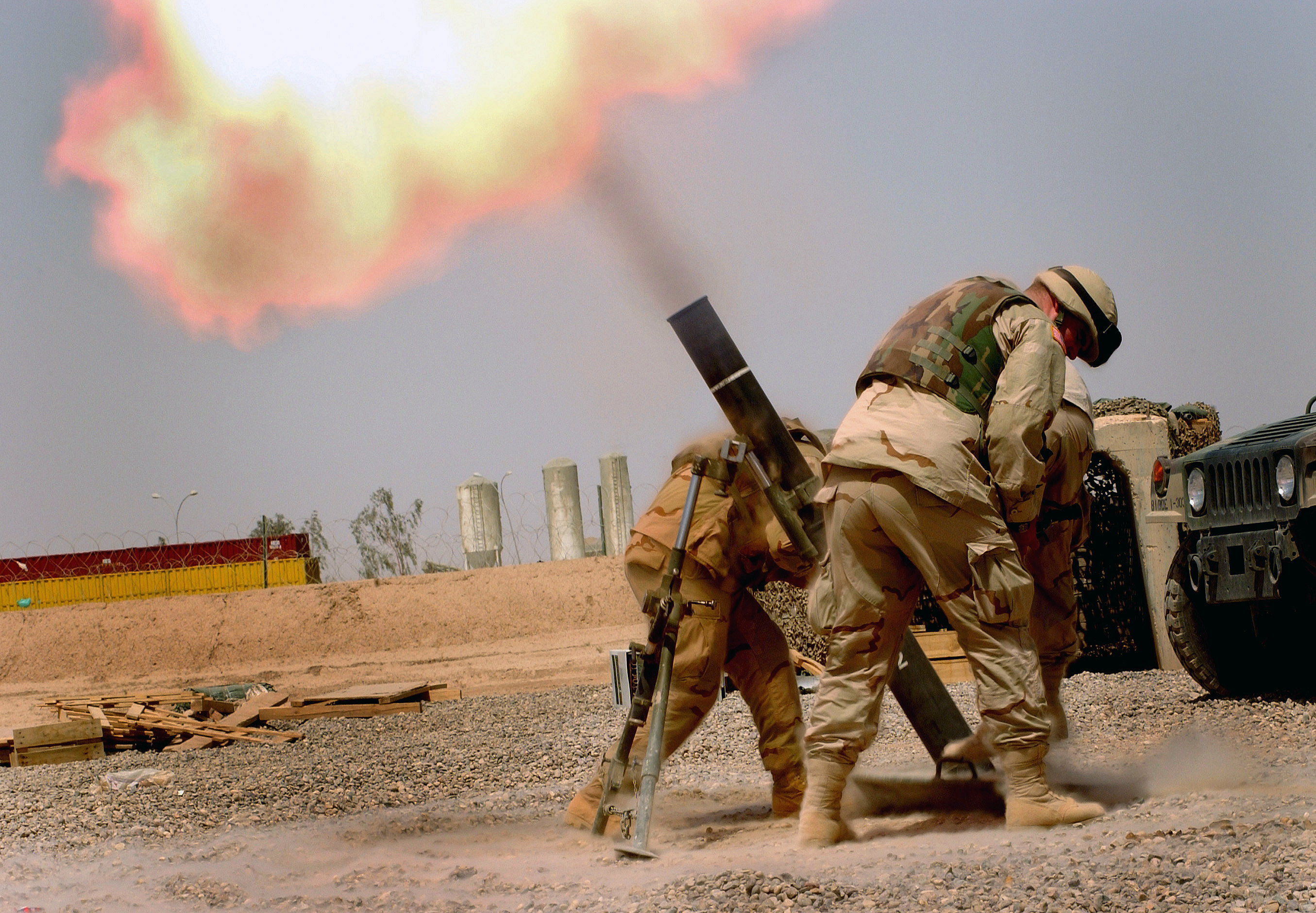
Soldati americani che sparano un mortaio M120 (Soltam K6) di fabbricazione israeliana in Iraq.

| Articolo                                                 | Quantità        | Anno (procurato)     | Origine                       |
| Aereo da caccia                                          | Aereo da caccia | Aereo da caccia      | Aereo da caccia               |
| -------------------------------------------------------- | --------------- | -------------------- | ----------------------------- |
| McDonnell Douglas F-15 Eagle F-15A                       | 25              | 1993                 | Ex-United States Air Force    |
| General Dynamics F-16 Fighting Falcon F-16C/D            | 60              | 1991-93              | U.S.                          |
| General Dynamics F-16 Fighting Falcon F-16A/B            | 50              | 1991-93              | Ex-U.S. Air Force             |
| McDonnell Douglas F-15 Eagle F15I                        | 25              | A partire dal 1997   | U.S.                          |
| General Dynamics F-16 Fighting Falcon F-16I              | 102             | A partire dal 2003   | U.S.                          |
| Lockheed Martin F-35 Lightning II                        | 5               | A partire dal 2016   | U.S.                          |
| Aereo da trasporto                                       |                 |                      |                               |
| Lockheed C-130 Hercules E/H                              | 39              | A partire dal 1974   | U.S.                          |
| Boeing 707 KC-707                                        | ??              | 1973                 | U.S.                          |
| Gulfstream G550                                          | 5               | From 2003            | U.S.                          |
| Aviazione generale                                       |                 |                      |                               |
| Cessna 206                                               | ??              | ??                   | Sconosciuto                   |
| Aereo da addestramento                                   |                 |                      |                               |
| Northrop Grumman TA-4                                    | ??              | ??                   | U.S.                          |
| Elicottero d'attacco                                     |                 |                      |                               |
| Bell AH-1 Cobra AH-1E HueyCobra                          | 14              | 1996                 | Ex-United States Army         |
| Boeing AH-64 Apache                                      | 36              | 1990-91              | U.S.                          |
| Boeing AH-64 Apache AH-64D                               | 9               | A partire dal 2004   | U.S.                          |
| Elicottero utility, cargo e elicottero di supporto       |                 |                      |                               |
| Sikorsky S-65 CH-53E Sea Stallion                        | 10              | 1990-91              | U.S.                          |
| Sikorsky S-65 CH-53D Sea Stallion                        | 2               | 1994                 | Ex-U.S. Air Force             |
| Bell 206                                                 | ??              | ??                   | Sconosciuto                   |
| Bell 212                                                 | ??              | ??                   | Sconosciuto                   |
| Sikorsky S-70 A-50                                       | 15              | 2002-03              | U.S.                          |
| Sikorsky UH-60 Black Hawk S-70/UH-60A                    | 10              | 1994                 | Ex-U.S. Army                  |
| Veicolo trasporto truppe e carro armato da combattimento |                 |                      |                               |
| M113                                                     | 6.000           | ??                   | Sconosciuto                   |
| M48 Patton                                               | 1.000           | 1956-1971            | Ex. U.S.                      |
| M60 Patton                                               | 1.500           | 1965-1979            | Ex. U.S.                      |
| Semovente d'artiglieria e lanciarazzi multiplo           |                 |                      |                               |
| M109 (semovente)                                         | ??              | ??                   | Sconosciuto                   |
| MLRS                                                     | 42              | A partire dal 1995   | U.S.                          |
| Munizione                                                |                 |                      |                               |
| JDAM                                                     | 6.700           | 1999-2004            | U.S.                          |
| Mk 84                                                    | ??              | ??                   | U.S.                          |
| Missile                                                  |                 |                      |                               |
| FIM-92 Stinger - missile terra-aria (MT-A)               | 200             | 1993-94              | U.S.                          |
| MIM-104 Patriot (MT-A)                                   | 32              | 1991                 | U.S.                          |
| MIM-72 Chaparral M48 (MT-A)                              | 500             | Su ordine            | Ex-U.S. Forces                |
| MIM-72 Chaparral M48A3 (MT-A)                            | 36              | Su ordine            | Ex-United States Armed Forces |
| AGM-114 Hellfire II - missile anticarro (MA-C)           | ??              | Metà degli anni 1990 | U.S.                          |
| AGM-62 Walleye - missile aria-superficie (MA-S)          | ??              | ??                   | Sconosciuto                   |
| AGM-65 Maverick (MA-S)                                   | ??              | ??                   | Sconosciuto                   |
| AGM-78 Standard ARM - missile antiradar                  |                 |                      | U.S.                          |
| AGM-142 Have Nap AGM-142D (MA-S)                         | 41              | Su ordine            | In comune                     |
| AIM-120 AMRAAM - missile aria-aria (MA-A)                | 64              | Su ordine            | U.S.                          |
| AIM-7 Sparrow (MA-A)                                     | ??              | ??                   | Sconosciuto                   |
| AIM-9 Sidewinder (MA-A)                                  | 200             | 1993-94              | U.S.                          |
| AGM-84 Harpoon - missile antinave                        | ??              | ??                   | Sconosciuto                   |
| BGM-71 TOW-2A/B (MA-C)                                   | ??              | Metà degli anni 1990 | U.S.                          |

### Equipaggiamento militare israeliano in uso negli Stati Uniti
- ADM-141 TALD (Improved Tactical Air Launched Decoy) - dispositivo usato per proteggere gli aerei da guerra degli Stati Uniti dal fuoco nemico.
- AGM-142 Have Nap "Popeye" - un missile aria-superficie stazionario con guida precisa
- M120 Soltam K6 - Mortaio da 120 mm sviluppata da Soltam Systems.
- B-300 / Arma multiuso d'assalto lanciata a spalla (Mk 153 Shoulder-Launched Multipurpose Assault Weapon-SMAW) - Un fucile anticarro o bunker buster, cannone senza rinculo sviluppato da Israel Military Industries. Lo SMAW è basato sul B-300 israeliano.
- Cardom - Un mortaio "recoil mortar system" da 120 mm che utilizza la moderna navigazione elettronica, l'auto-posizionamento e l'acquisizione del bersaglio.
- Gabriel - Un missile antinave marino con agente schiumante.

- SIMON breach grenade - Una granata da fucile progettata per sfondare le porte. Una variante è attualmente in servizio nell'United States Army.
- LITENING Advanced Targeting: un pod di precisione progettato per aumentare l'efficacia di combattimento degli aerei.
- International MaxxPro - Un mezzo corazzato da combattimento "Mine-Resistant Ambush Protected" (MRAP).
- Samson Remote Controlled Weapon Station (RCWS) - Un sistema d'arma a controllo remoto.
- IAI Kfir - Un caccia multiruolo per tutte le stagioni precedentemente utilizzato dall'United States Navy per scopi di addestramento.
- Display montato su casco DASH III "helmet-mounted display (HMD)" - Il primo moderno HMD occidentale, su cui era basato il "Joint Helmet-Mounted Cueing System" (JHMCS).
- Arma da fuoco IMI Uzi - una pistola mitragliatrice compatta utilizzata principalmente dalla società della marina mercantile "Zim Integrated Shipping Services" e precedentemente dall'United States Secret Service.